# 夜行列車

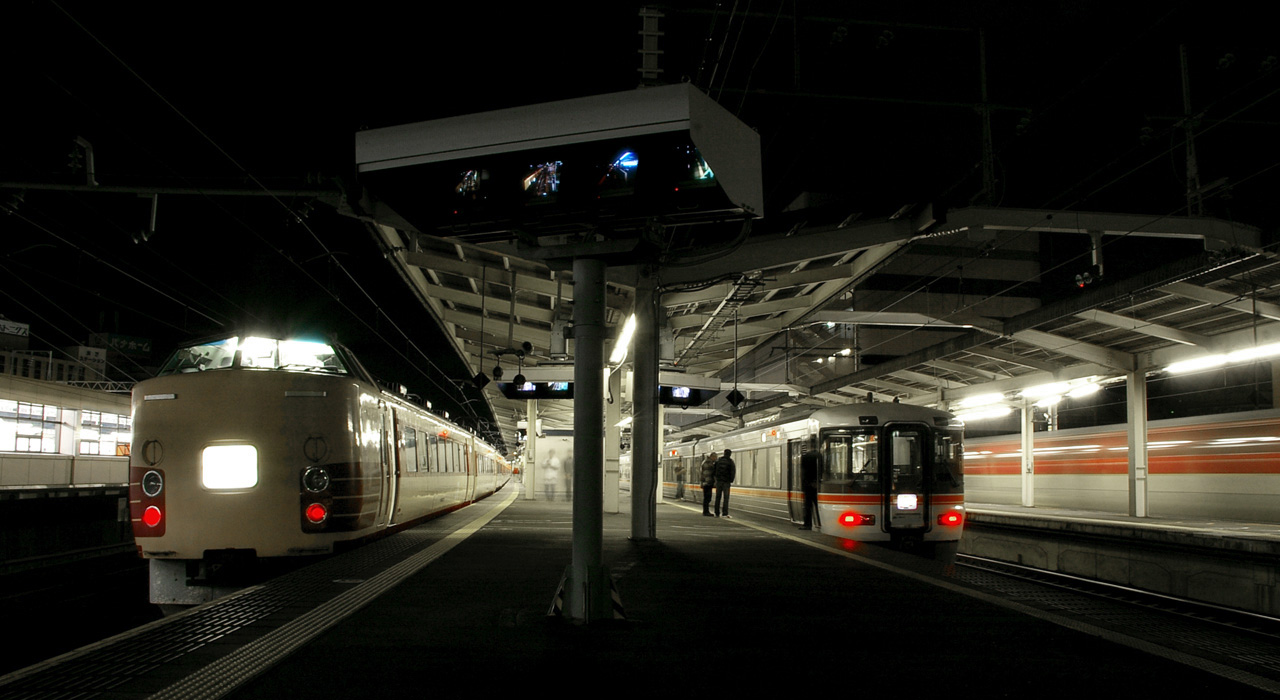
浜松駅に停車中の夜行列車（2007年1月）

夜行列車（やこうれっしゃ）とは、夜間、日付をまたいで運転される列車のことである。略して夜行または、夜汽車と呼ばれることもある。また、夜行列車のうち寝台車を主体とするものは寝台列車と呼ばれる。
多くの夜行列車は、深夜帯には主要駅を除いて旅客扱いを行わないが、深夜発早朝着で運行距離が短い列車では深夜であっても多数の駅で旅客扱いを行うものがある。夜行列車の最大のメリットは、寝ている間に目的地に移動できることにある。近年、夜間運行の場合は同じく就寝中に目的地へ向かえる高速バス、所要時間が短い格安航空会社（LCC）を含む旅客機、新幹線などの高速鉄道といった競合する交通機関が台頭。高コスト・高価格の夜行列車は日本を始め、欧米、アジア、アフリカ、南米、豪など、世界的に減便傾向にある。
日本では2021年時点、定期夜行列車は1日2便を残すのみであるが、深夜を含めて複数の地域を巡る豪華観光列車や、星空や夜景、日の出を楽しんでもらうため深夜から早朝にかけて走る臨時列車が運行されている。
なお、主に日本で大晦日の初詣客のために運転される終夜運転については、ここでは述べない。

## 日本

### 歴史

#### 新幹線開業前
日本では、全国の鉄道網が一通り完成した明治時代中期以降に夜行列車が運行されるようになった。当時の長距離列車は昼夜を問わず走らないと目的地に到着しないものであり、必然的に夜行列車となった。当初は座席車のみによる運転であったが、1900年（明治33年）に山陽鉄道（現在の山陽本線などを運営）が日本で初めて寝台車の提供を行った。
大私鉄によって形成されていた鉄道網は1907年（明治40年）にほとんどが国有化され、帝国鉄道庁（のち鉄道院 → 鉄道省 → 運輸通信省鉄道総局 → 運輸省）により様々な夜行列車が運行されるようになった。国有化され官営鉄道となって以降は、軌道や車両の改良により速度の向上が図られた。1912年（明治45/大正元年）から運行された東京駅 - 下関駅間の特別急行列車（列車番号は下りが1列車、上りが2列車）は新橋駅を8時30分に出発し、大阪駅には20時33分、山陽本線内は夜行で走って終点の下関駅には翌朝の9時38分に到着しており、所要時間は25時間8分であった。1・2列車は日本を代表する列車として設定されており、編成は一等展望車1両、一等寝台車1両、二等座席車2両、二等寝台車1両、食堂車と荷物車の7両編成であった。この列車は1930年（昭和5年）に「富士」と命名されさらにスピードアップ、東京駅を13時ちょうどに発車し下関駅到着が翌朝の8時50分、所要時間は19時間50分となったが、やはり山陽本線区間は夜行であった。
第二次世界大戦前の官営鉄道全盛期であった1937年（昭和12年）には、東京駅 - 下関駅間の「富士」と、三等座席車主体の「櫻」の2本の特急のほかに4本の急行が設定されており、うち2往復が東海道本線内を、他の2往復が山陽本線内を夜行運転した。また、東京と関西の間には4本の急行が設定されており、そのうち東京駅 - 神戸駅間の夜行急行「17,18列車」は一・二等専用で別名「名士列車」と呼ばれていた。これら第二次世界大戦前の優等列車は太平洋戦争（大東亜戦争）が激化した1944年（昭和19年）に全廃され、同時に寝台車も運用されなくなった。
終戦後は、1945年（昭和20年）11月20日に東京駅 - 大阪駅間に夜行急行が復活し、1948年（昭和23年）には寝台車の供用が再開された。その後、官営鉄道は1949年（昭和24年）に新たに設立された公共企業体である国鉄に引き継がれ、国鉄により日本の復興とともに夜行列車は順次増強されていった。昭和30年代に国鉄旅客局が行った「旅行に昼行と夜行のどちらを選ぶか」という調査では、乗車時間が7時間半から9時間であれば昼行と夜行の利用が拮抗しているが、9時間以上であれば夜行が好まれるという結果が得られた。当時の東海道本線に当てはめれば、東京駅 - 大阪駅間は特急列車を利用しない限り夜行列車のほうが好まれる状況であった。また1957年（昭和32年）の国鉄第一次5カ年計画において、「特急列車のうち、昼行は電車またはディーゼルカーを充当し、夜行列車には寝台客車とする」ことが決定した。1956年（昭和31年）に急行と同じ形式の座席車と寝台車を寄せ集めて誕生した夜行特急「あさかぜ」の車両は、1958年（昭和33年）からこの方針に従って製作された20系客車に変更された。
当時は単線非電化の路線が多く、列車の速度も低かった。例えば1956年（昭和31年）11月19日のダイヤ改正では、鹿児島駅行きの急行「さつま」が東京駅を21時45分に出発し、鹿児島駅に到着するのは翌々日の朝5時46分、運転時間は約32時間であった。
これら九州行きの列車も含めて東海道本線には夜行列車が増加し、高度経済成長期の真っただ中かつ東海道新幹線が開通する直前の1963年（昭和38年）から1964年（昭和39年）9月にかけてが夜行列車の本数のピークとなった。1964年（昭和39年）9月当時、東京駅を発車する東海道本線の夜行列車の本数は、当時の時刻表によれば以下の通りであった。
- 九州行の20系客車を使用した特急列車 : 4往復
- 「寝台列車」と表示された客車急行 : 大阪・神戸駅行7往復、広島駅行1往復
- 夜行の電車急行 : 大阪・姫路駅行3往復、大垣駅行1往復
- 座席車を主体とする客車急行 : 九州・山陽・山陰・北陸等6往復
- 普通列車 : 大阪駅行1往復

当時、東京駅では19時50分から22時10分にかけて、10分毎に夜行列車が発車した。このほか、東海道本線を昼間走り山陽本線を夜行で行く九州行の客車急行も4往復あった。

#### 新幹線開業後
京阪神を目的地とした夜行列車は東海道新幹線の営業開始とともに急激に減少し、昼行の直通列車が終了した1968年（昭和43年）10月のダイヤ改正「ヨンサントオ」では、寝台列車の急行2往復と普通1往復にまで減少した。1972年3月に山陽新幹線が岡山駅まで開業したが、岡山以西の山陽本線を走る夜行列車は特急列車が定期列車19往復と季節列車1往復、急行列車が定期列車11往復と季節列車6往復という大勢力であった。1975年（昭和50年）3月10日のダイヤ改正（ゴーマルサン）の山陽新幹線博多延伸開業時には岡山以西で夜行特急列車が定期列車14往復と季節列車1往復、急行列車が定期列車のみ4往復に減少している。
1960年代後半（昭和40年代）以降は電化や線路・車両の改良などによる更なる高速化が図られ、長距離列車の運転時間は長くとも28時間程度に抑えられ、車中1泊の行程で運行する列車のみとなった。まだこの頃までは移動手段としては鉄道利用が一般的であったため、ブルートレインと呼ばれた寝台列車は高い人気を誇った。
しかし、1970年代後半（昭和50年代）から1980年代にかけて、山陽新幹線博多延伸・東北新幹線・上越新幹線の開業による新幹線網の拡充で移動時間が更に短縮された。さらに、国内航空路線の拡充と航空運賃の自由化により以前と比べ飛行機が利用しやすくなったこと、高速道路網の整備により鉄道より安価な夜行バスが台頭したことなどもあり、夜行列車の利用は低迷するようになった。特に寝台列車は別途で寝台料金が必要なため新幹線より割高な料金設定や、相次ぐ国鉄の運賃値上げ、車両の老朽化・陳腐化もあって次第に敬遠されるようになり、乗車率の伸び悩みで削減や臨時列車化、または廃止が相次いだ。1979年には当時の運輸大臣であった森山欽司が「国鉄の財政改善のため、非効率な夜行列車は廃止すべき」と表明し、議論を呼んだことがあった。
なお、1980年代前半までは主要幹線で夜行普通列車も多く運転されており、寝台車が連結された列車もあり、並行する優等列車を補完する役目を担っていた。
夜行の急行列車・普通列車の重要な使命としては、新聞（特に朝刊）輸送があった。通信手段が未発達だった当時、都心で印刷された新聞は荷物車により輸送され、未明の各駅に降ろされ、直ちに新聞販売店を経て、各家庭に配達された。また郵便物についても郵便車による輸送が行われた。現在この輸送は、トラック・航空貨物に取って代わられた。
このほか、中学校・高校の修学旅行においても夜行列車や寝台列車が利用されるケースが多々あったが、新幹線の延伸・高速化、昼行特急列車の利用に伴う昼間移動への移行、観光バスによるバス移動、1990年代以降に公立学校においても航空機の利用が解禁されたことによる空路利用への転移、海外や沖縄への修学旅行の増加などの理由により、同年代以降は、修学旅行に夜行列車・寝台列車が利用されることはよほどの行程上の事情がない限りなくなっている。同様に、阪神甲子園球場で開催される高校野球全国大会出場校の応援団もかつては「甲子園臨」と呼ばれた専用列車を利用して夜通し駆けつけるケースが多かったが、これらも現状は貸切バスや航空機、新幹線などでの移動に切り替えられている。

#### 国鉄分割民営化と衰退
1987年に国鉄が分割民営化され、1990年代から2000年代にかけて、夜行列車は相次いで廃止、急速に淘汰されていった。その一方で、「北斗星」や「カシオペア」「トワイライトエクスプレス」といった本州と北海道とを結んだ寝台列車のように食堂車でのフルコースディナー等のサービス提供を行う列車や、東京駅 - 四国・山陰を結ぶ「サンライズ瀬戸」「サンライズ出雲」のように個室寝台を基本として快適性を高めた列車など、乗車自体を鉄道旅行の目的とする列車も人気を博した。

#### 整備新幹線開業の影響
地方への整備新幹線の開業により、並行在来線はJRから経営が切り離されて第三セクター鉄道会社へ移管されると共に、夜行列車の廃止が相次いだ。
- 「能登」は、長野新幹線開業時に並行在来線が横川駅 - 軽井沢駅間で第三セクターに移管することなく廃線されたため、上越線経由に変更された。
- 西鹿児島駅まで運行されていた「なは」は、九州新幹線開業に際して転換された肥薩おれんじ鉄道に乗り入れを行わず、熊本駅までに運行短縮し、さらにその4年後には廃止された。
- 上野駅と青森駅を東北本線経由で結んでいた「はくつる」は、東北新幹線の盛岡駅 - 八戸駅間開業時の2002年11月に廃止された。ただし、この際に経営分離されたIGRいわて銀河鉄道と青い森鉄道には「北斗星」*「カシオペア」が夜行（準）定期列車としてその後もそれぞれ2015年、2016年まで乗り入れていた[注釈 5]。「トワイライトエクスプレス」は北陸新幹線開業に際して移管される第三セクターに乗り入れることなく廃止された。

後述の「ななつ星 in 九州」も、2013年10月の運転開始当初、第三セクターの肥薩おれんじ鉄道線を避けて肥薩線経由での運行となった。

#### 豪華寝台列車の登場と一般夜行列車の減少
2010年代に入ると、JR九州が2013年10月15日から、九州を周遊する豪華寝台列車「ななつ星 in 九州」の運行を開始した。この「ななつ星in九州」は、九州を周遊する観光旅行を豪華寝台列車による移動で楽しむというコンセプトに基づく旅行商品（パッケージツアー）のため時刻表への記載はなく、費用も「運賃 + 料金」ではなく全てがパッケージされた「旅行代金」である。この豪華寝台列車の登場と成功は大きなインパクトを与え、後にJR東日本やJR西日本も同コンセプトの列車・車両（JR東日本は「TRAIN SUITE 四季島」、JR西日本は「TWILIGHT EXPRESS 瑞風」）を開発、製造することになり、それぞれ2017年より運行を開始した。3列車とも費用は高額ながら人気は高く、希望者多数のため抽選となっている。
一方定期夜行列車では、「サンライズ瀬戸・出雲」以外の列車は車両の老朽化、北海道新幹線開業後は青函トンネル利用時の専用複電圧機関車を新造しないこと、更には整備新幹線開業による並行在来線の移管によって運転業務が煩雑になることなどを理由に、臨時列車化ないしは廃止されることになった。結局、「トワイライトエクスプレス」は2015年（平成27年）3月12日の札幌駅発をもって廃止、「北斗星」は臨時列車化のち青函トンネルの新幹線対応工事に伴い、同年8月22日の札幌駅発をもって廃止、「カシオペア」も2016年（平成28年）3月20日の札幌駅発をもって廃止となった。
座席車を主体とする急行列車、快速列車においても2016年3月に「はまなす」が廃止されたことで定期列車としては全て廃止されたため、JRグループにおいて寝台料金不要で乗車できる定期運行の夜行列車はサンライズ瀬戸・出雲のノビノビ座席のみとなっている。運転頻度の高い臨時列車においても最後まで残っていた「ムーンライトながら」が2021年1月に廃止が発表された。

### 大手私鉄での夜行列車
2018年現在では東武鉄道と西武鉄道が臨時列車に限り夜行列車を運転している。いずれも首都圏外縁部周辺の観光地へ向けて東京都区部や横浜市内を前夜に出発し、翌日未明に星空を観賞したり、早朝から観光したりできるように設定されている。行き先は、西武鉄道が秩父地方、東武鉄道は日光や尾瀬、会津地方である（発着駅は相互直通運転の他社区間を含む。詳細は東武鉄道夜行列車を参照）。
西武鉄道では1973年までは夜行列車「こぶし」がレッドアロー車両を使用して休前日に限り定期運転されていた。その後、西武鉄道の夜行列車は臨時列車に限り2015年8月に再開した。
なお、東武・西武ともに、夜通し運転せず未明に到着するため、厳密には夜行列車の範疇ではないが、両社の公式ホームページで発表される臨時列車の案内や系列旅行会社による募集広告では「夜行列車」と称している。
そのほか、他の鉄道事業者に乗り入れての夜行運転では、南海電気鉄道南海本線と国鉄紀勢本線を直通する難波駅 - 新宮駅間の客車夜行列車（南海本線内は電車が牽引し、料金不要の特急扱い。和歌山駅以南は天王寺駅発着の夜行普通列車と併結）が、1951年4月6日から1972年3月14日まで運行されていた。
近畿日本鉄道では2025年、万博入場客輸送を目的として「ひのとり」（大阪難波～近鉄名古屋）の夜行臨時運行を2025年4月12日（土）、6月14日（土）、7月19日（土）、9月13日（土）の4日間限定で、走った。

### 運行中の列車
2024年時点、日本で運行されている夜行列車は下表のとおりである。太字は毎日運行される定期列車。
| 列車名など | 列車 種別        | 運行区間                           | 運行事業者                                                                                    | 設備     | 備考 |
| --- | ---------------- | ---------------------------------- | --------------------------------------------------------------------------------------------- | -------- | --- |
| サンライズ瀬戸 | [特]             | 東京 - 岡山 - 高松                 | JR東日本 JR東海 JR西日本 JR四国                                                               | [寝][簡] | 東京駅 - 岡山駅間は「サンライズ出雲」と併結運転。 |
| サンライズ出雲 | [特]             | 東京 - 岡山 - 出雲市               | JR東日本 JR東海 JR西日本                                                                      | [寝][簡] | 東京駅 - 岡山駅間は「サンライズ瀬戸」と併結運転。多客期には東京 - 出雲市間を単独運転の91・92号が増発される。                                                                                                |
| WEST EXPRESS 銀河 | [特][臨]         | 京都 - 出雲市・新宮・下関          | JR西日本                                                                                      | [簡][座] | 運行開始当初は旅行商品に限り販売。2023年（令和5年）2月13日以降は、切符（特急券・グリーン券）単体の購入も可能。                                                                                              |
| 谷川岳山開き | [特][臨]         | 上野 - 土合                        | JR東日本                                                                                      | [座]     | 下りのみ（折返し上り同列車は昼行）。夏季に年間1回程度運行。2021年までは快速列車。 |
| 諏訪湖花火大会号 | [特][臨]         | 新宿 - 上諏訪                      | JR東日本                                                                                      | [座]     | 上りのみ。夏季に年間2回程度運行。2018年まで快速ムーンライト信州、2019年に快速諏訪湖花火大会号として運転していた列車。2020年から2022年まで3シーズン運休ののち、2023年8月15日に特急列車に格上げの上復活する。 |
| 全国花火競技大会（大曲の花火）関連 | [特][普][臨]     | 大曲 - 大館・新庄・盛岡など        | JR東日本                                                                                      | [座]     | 特急「こまち」（東北新幹線への乗り入れは行わない）、普通列車「花火」（秋田・大館方面）・「スターマイン」（新庄方面）・「ナイアガラ」（盛岡方面）を運行。                                                    |
| 熊野大花火大会関連 | [特][快][普][臨] | 熊野市 - 名古屋など                | JR東海 伊勢鉄道                                                                               | [座]     | 特急「熊野大花火」、快速列車、普通列車を運行。特急と一部の快速列車は名古屋駅まで運行される。 |
| カシオペア紀行 | [団][臨]         | 上野駅・盛岡駅・青森駅・長野駅発着 | JR東日本 IGRいわて銀河鉄道 青い森鉄道                                                         | [寝]     | ツアー形式の臨時列車として年間数回程度運行。 |
| TRAIN SUITE 四季島 | [団][臨]         | 上野駅で乗降のみ                   | JR東日本 JR北海道 IGRいわて銀河鉄道 青い森鉄道 道南いさりび鉄道 しなの鉄道 えちごトキめき鉄道 | [寝]     | 周遊型豪華寝台列車（クルーズトレイン）※ |
| TWILIGHT EXPRESS 瑞風 | [団][臨]         | 京都駅・大阪駅・下関駅発着         | JR西日本                                                                                      | [寝]     | 周遊型豪華寝台列車（クルーズトレイン）※ |
| ななつ星 in 九州 | [団][臨]         | 博多駅で乗降のみ                   | JR九州 肥薩おれんじ鉄道                                                                       | [寝]     | 周遊型豪華寝台列車（クルーズトレイン）※ |
| 尾瀬夜行 | [特][団][臨]     | 浅草 - 会津高原尾瀬口              | 東武鉄道 野岩鉄道                                                                             | [座]     | ツアー形式の臨時列車として原則夏季の週末に運行。 |
| スノーパル | [特][団][臨]     | 浅草 - 会津高原尾瀬口              | 東武鉄道 野岩鉄道                                                                             | [座]     | ツアー形式の臨時列車として原則冬季の週末に運行。 |
| 日光紅葉夜行 | [特][団][臨]     | 浅草 - 東武日光                    | 東武鉄道                                                                                      | [座]     | ツアー形式の臨時列車として原則秋季の週末に運行。 |
| 秩父夜行 | [特][団][臨]     | 池袋 - 西武秩父                    | 西武鉄道 東京地下鉄 東急電鉄 横浜高速鉄道                                                     | [座]     | ツアー形式の臨時列車として年間数回程度運行。 |
| 夜行急行 三峰号 | [急][団][臨]     | 熊谷 - 三峰口                      | 秩父鉄道                                                                                      | [座]     | ツアー形式の臨時列車として年間1 - 数回程度運行。 |
| 表中各記号は[特]：特急、[急]：急行、[快]：快速、[普]：普通、[臨]：臨時列車、[団]：団体専用列車、[寝]：寝台車、[簡]：簡易寝台（ノビノビ座席）、[座]：座席車 |                  |                                    |                                                                                               |          | |

更に2025年6月をもって引退するカシオペアに変わって新しい夜行列車（JR東日本E657系電車を改造）が2027年春に運行するとJR東日本から発表があった。この列車は全席グリーン車となっており、塗装はブルートレインを受け継ぐ「青色」なっている。
※「TRAIN SUITE 四季島」「TWILIGHT EXPRESS 瑞風」「ななつ星 in 九州」はツアー形式の周回列車であり、移動手段としての従来の夜行列車とは性格が異なる。

### 廃止された列車の一覧
五十音順。列車愛称のないもの・イベント列車に類するものは除く。一覧中各記号は［特］：特急、［急］：急行、［快］：快速、［普］：普通、［臨］：臨時列車、［団］：団体専用列車。

### 使用車両
かつては機関車は夜行列車牽引の主力であったが、電車化や廃止などによって使用される機会は激減している。特に近年では、「トワイライトエクスプレス」や「北斗星」の廃止などで機関車の稼働率は極端に低くなっている。国鉄分割民営化後に新車を投入した列車は、E26系を用いた「カシオペア」だけで、電車も、285系の「サンライズ出雲・瀬戸」のみとなっている。また、客車の多くは国鉄時代の1970年 - 80年代に製造されたもので老朽化が進んでいる。牽引する機関車についても「カシオペア」や「北斗星」を牽引するJR東日本所有のEF81形電気機関車が2010年夏以降EF510形電気機関車へ置き換えられたものの、他社では昼行客車列車自体の減少・消滅も相まって機関車の新型車両へ置き換えは進んでいない。例えば、「カシオペア」や青森駅 - 札幌駅間の運行となる「はまなす」の場合、青函トンネルを含む青森駅以北の運行を受け持つJR北海道では、旧国鉄から引き継いだDD51形ディーゼル機関車や、青函トンネルを含む津軽海峡線対応仕様として旧国鉄が改修したED79形電気機関車が牽引をしていた。
かつては、気動車列車による運行もあり、旧国鉄時代には昼行列車との運用の兼ね合いで行われた事例もあったものの、定期特急列車の事例はなかった。JR北海道では自社管内運行していた客車夜行列車について、1991年より急行用気動車のキハ400形・キハ480形気動車に、1992年より特急用気動車のキハ183系気動車にそれぞれ1 - 2両14系寝台車を連結して運行していた。これらの列車は2008年までに全て運行を終了している。
ただ2010年代に入り、「ななつ星in九州」「四季島」「瑞風」といったクルーズトレインの投入に伴い、車両の新造が少数ながら行われている。「ななつ星」では専用の77系客車・DF200形ディーゼル機関車が2013年に新造されたほか、「四季島」では「E001形」と呼ばれるハイブリッド車両、「瑞風」では87系寝台気動車が新造された。また新造ではないが、「WEST EXPRESS 銀河」では117系電車を大幅改造して専用の編成を捻出した。

### 車内設備
車内設備は、個室寝台の充実や女性専用車連結により、プライバシーへの配慮を図るなど質的改善が図られている。「はまなす」の普通車座席指定席として設定されている「ドリームカー」では、グリーン車に匹敵する設備をグリーン料金を徴収せず普通車扱いで安価に提供するサービスが行われていた。「あかつき」では、車内に座席が3列に並べられた「レガートシート」や、定期運行開始時の「ムーンライト」（のちの「ムーンライトえちご」）のグリーン車のシート部品を流用したシートが設けられていた。他ムーンライト九州には、リクライニング角度が非常に大きいシートなどがあった。
また、横臥できる設備を寝台料金を徴収せずに提供し、普通車扱いで運賃+指定席特急料金（あるいは急行料金+座席券）のみとする例も現れている。この場合、所要時間では飛行機・新幹線・昼行特急列車に及ばないものの、運賃+料金面でほぼ同等であり、唯一夜行路線バスやツアーバスには価格優位性で劣るものの、「鉄道として定時性が高く、夜間の就寝時間（非活動時間）を移動時間として有効活用できる」という点が活かされる。

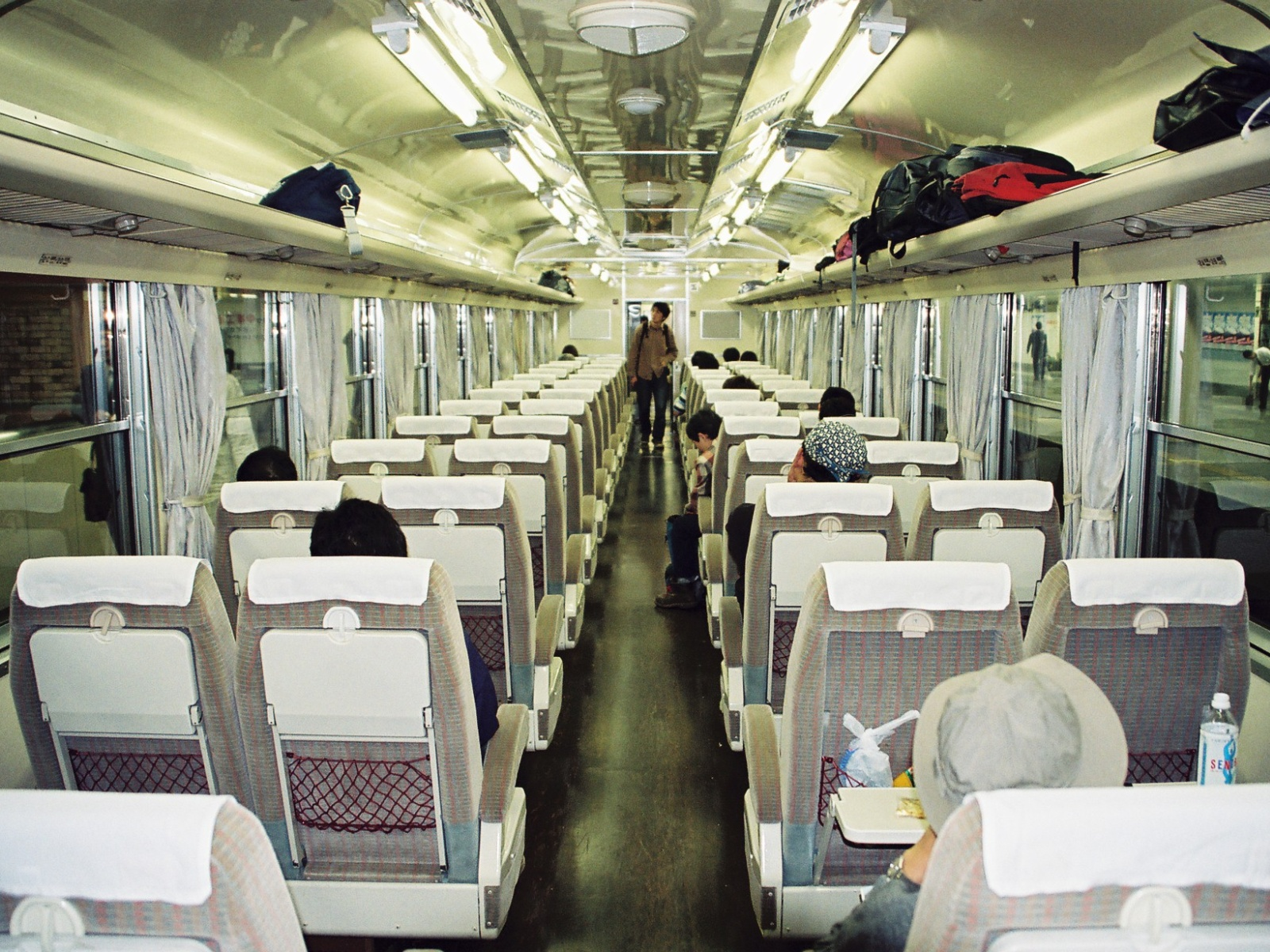
座席車の例
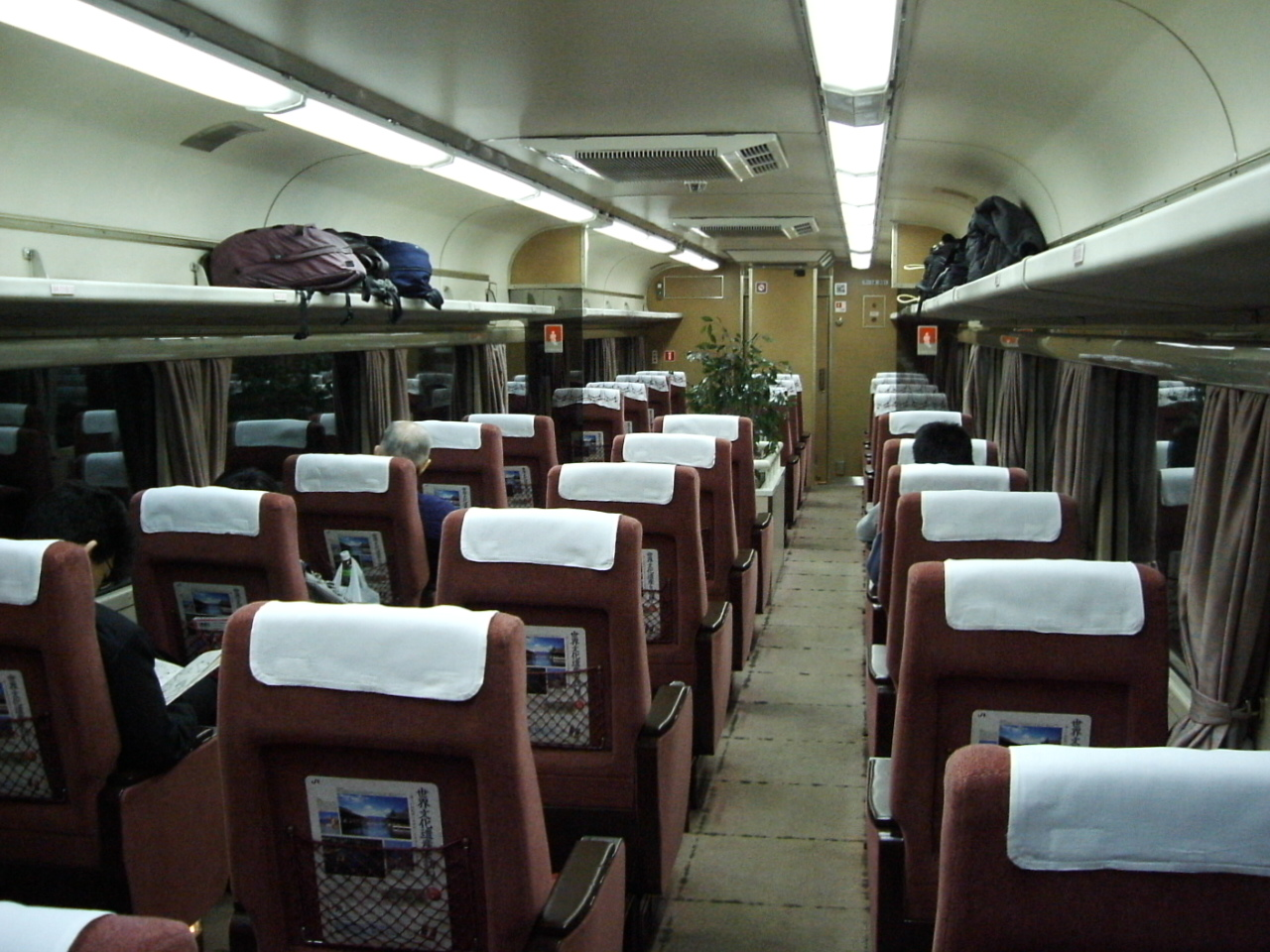
特急あかつき「レガートシート」
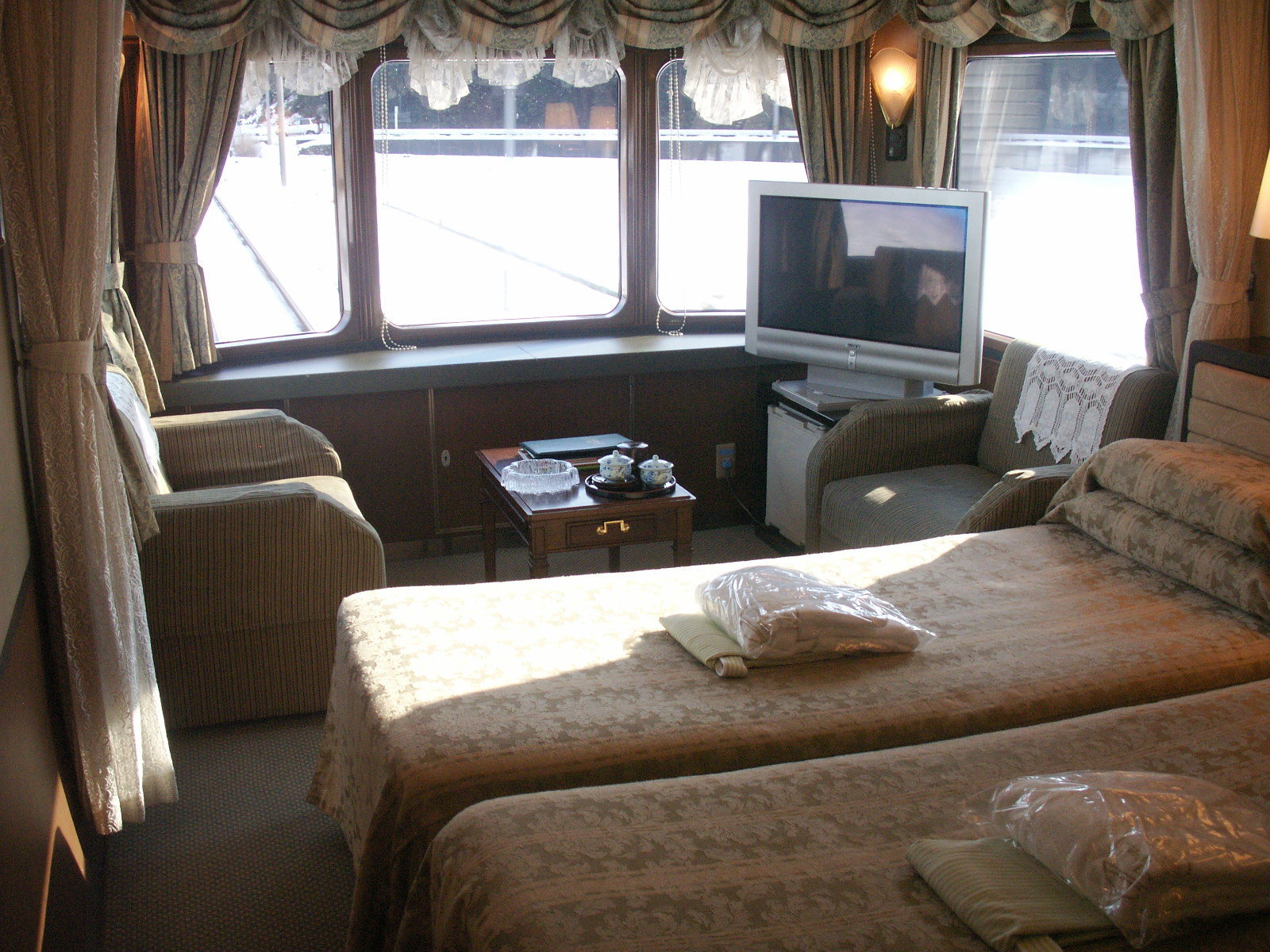
特急トワイライトエクスプレス「A個室スイート」

なお、寝台車が連結される普通（快速）列車もあったが、1985年（昭和60年）までに定期列車としては全廃された。

### おやすみ・おはよう放送
夜行列車は、深夜 - 未明の一般人の就寝時間をまたいで運転するため、概ね21時台から翌朝の6時台前半まで（列車により異なる）は就寝の妨げにならないよう、車内放送を事故や遅れなど特別な理由がない限り基本的に行わないようにしている。このため、車内放送休止前の放送を「おやすみ放送」、夜が明けて車内放送が再開される時の放送を「おはよう放送」と呼ぶことがある。

### 夜行新幹線の検討
新幹線計画段階では夜行新幹線も検討されており、夜間運行の際は片側1線を日によって交互に単線で運用して残りの1線は保守点検作業を行う計画であった。他に騒音・保線対策の見地から夜間時間帯は線路走行を行わずに途中駅で長時間の運転停車をしたうえで運行させるという案も出されたことがあった。しかし新幹線の騒音問題などの理由で定期列車の夜行新幹線は実現しなかった。
新幹線の場合、保線中の鉄道事故防止や、高速運転がもたらす騒音による沿線の睡眠妨害などの影響を防ぐため、悪天候や災害での列車運行の乱れなど特殊な事情の場合を除くと、0時 - 6時の営業運転は行わないが、監督官庁などに相談し、沿線住民に配慮した上で、1964年12月から日本万国博覧会（大阪万博）が開催された1970年頃までと、2000年12月31日のレールスター21世紀号、2002 FIFAワールドカップ開催の2002年6月に一部区間で0時 - 6時の運転が行われた。2021年に実施された2020年東京オリンピックの際は宮城スタジアムで行われるサッカー競技の試合に合わせ、東北新幹線の仙台駅 - 東京駅間で終夜運転ともなる臨時の夜行新幹線を運行する予定があった。しかし、宮城では有観客の開催となったものの、夜行新幹線の運行自体が珍しいケースであるため、オリンピック観戦目的ではない鉄道ファンが乗車し混雑につながる可能性があることから夜行新幹線の運行は中止された。

### ローカル私鉄等の企画夜行列車
2010年代より、第3セクター鉄道路線・地方私鉄で団体夜行列車が企画・運行された例がある。これらの団体夜行列車は比較的短距離の路線を深夜時間帯に往復（路線によっては複数回往復）し、終点駅や途中駅で長時間停車し、車内や停車駅でイベント・物品販売などを行い、早朝に出発駅に戻る形態をとっているものが多い。
津軽鉄道では、2019年から期間限定企画として夜から朝まで全区間を2往復運行する「夜行列車」を開始。日本旅行との共同企画による旅行商品の扱い。DD350形ディーゼル機関車と客車オハ46系、オハフ33系を使用しているため、「昭和の夜汽車」を体感できる。同様の企画はいすみ鉄道、秩父鉄道、えちごトキめき鉄道でも行われている。
また、三陸鉄道でも2019年、山田線の一部（宮古駅 - 釜石駅間）の移管によりリアス線として全線開業したのを記念して、7月に夜行列車を運行した。2021年からは岳南電車岳南鉄道線で吉原駅 - 岳南江尾駅間を2往復する夜行列車の運行を開始。大井川鐵道も2024年から近鉄中古車を利用した夜行列車を年1・2回程度走行。

## ヨーロッパの夜行列車
ヨーロッパでは夜行列車が多く運行されている。多くの国が陸続きにあり国際夜行列車も多い。ほとんどの夜行列車には寝台車と座席車の両方が連結されている。国際夜行列車の場合には、乗車時に車掌がパスポートを回収し、夜中の出入国手続きを旅客に代わって行い、翌朝の国境通過後に返却する。
ヨーロッパの代表的な国際急行列車としてユーロシティがあるが、夜行列車としてはユーロナイト（略称EN）が運行されている。なお、インテルシティやユーロシティなどの鉄道に乗車可能な「ユーレイルグローバルパス」が発行されているが夜行列車の寝台を利用する場合には別途寝台券が必要になる。
飛行機の普及以降、1980年代までは夜行列車の食堂車のサービスは削減される一方であったが、1990年代以降はユーロナイトなど復活の傾向も見られ、ドイツ国内やドイツと周辺各国を結ぶシティナイトライン、オリエント急行などの夜行列車や、フランスとイタリアを結ぶ「テーロ」(Thello)では、食堂車やビュッフェ車の連結が見られる。また食堂車を連結していない列車でも個室寝台車の乗客には朝食が無料で配布される場合が多い。
ヨーロッパの多くの国の国内夜行列車は、廉価な長距離列車として運転されている列車が少なくない。こうした夜行列車はクシェット（Couchette）と呼ばれる簡易寝台車を連結している。クシェットの寝台料金は20ユーロ弱ときわめて安価であり、庶民の気軽な長距離旅行手段として親しまれている。クシェットは、日本で言えば開放式の3段式のB寝台車であり、1区画6名となっているが、一部には2段式4名のものもある。多くの場合は男女同室となるが、「テロ」など一部には女性専用の区画を設けている列車もある。
しかし2000年代以降、高速鉄道網の整備や格安航空会社の台頭等で夜行列車の削減が進んでいる。例えば2013年12月のTGVのバルセロナ乗り入れ開始を機にパリ－マドリッドを結んでいたタルゴ車両を用いた寝台列車「トレンオテル」が廃止されるなど夜行列車サービスの縮小が目立っている。
ロシアは圧倒的に広大な国土である上に、格安航空会社の参入が遅れていることもあり、夜行列車が頻繁に運行され、9297kmを走るシベリア鉄道にモスクワ - ウラジオストクまで超長距離列車の「ロシア号」がある。
またロシアの夜行列車はヨーロッパ、CIS、モンゴル、中華人民共和国、朝鮮民主主義人民共和国とも直通運転している。

### ギャラリー

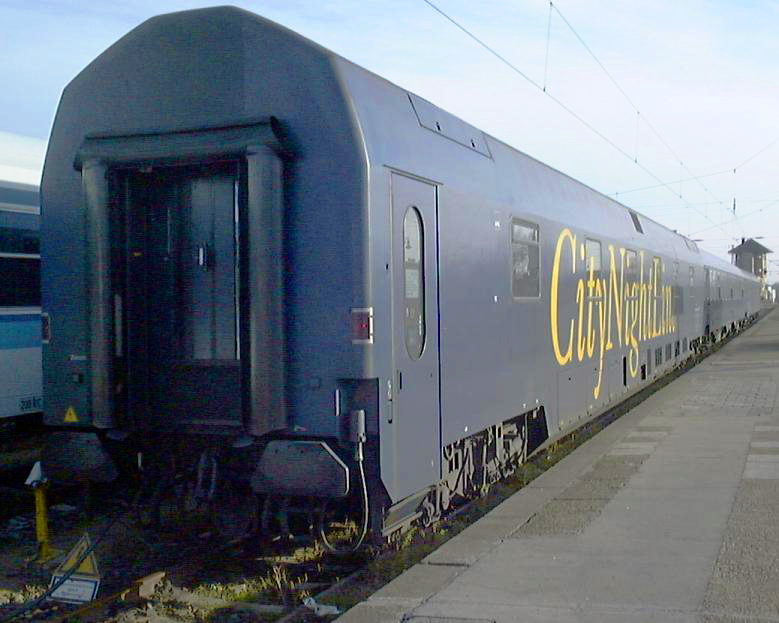
CNL（シティナイトライン）
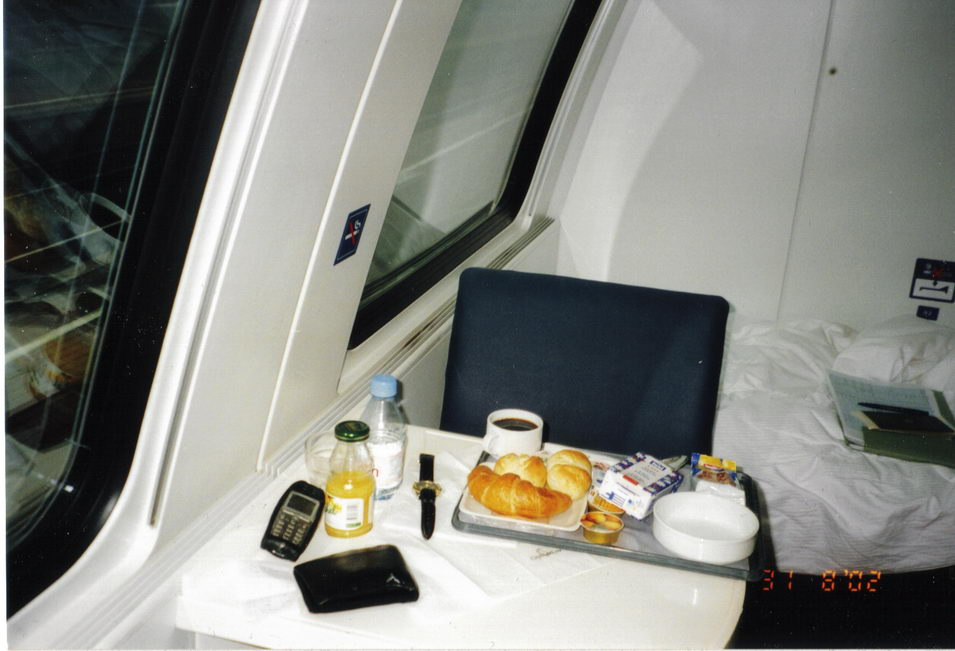
CNLの朝食サービス
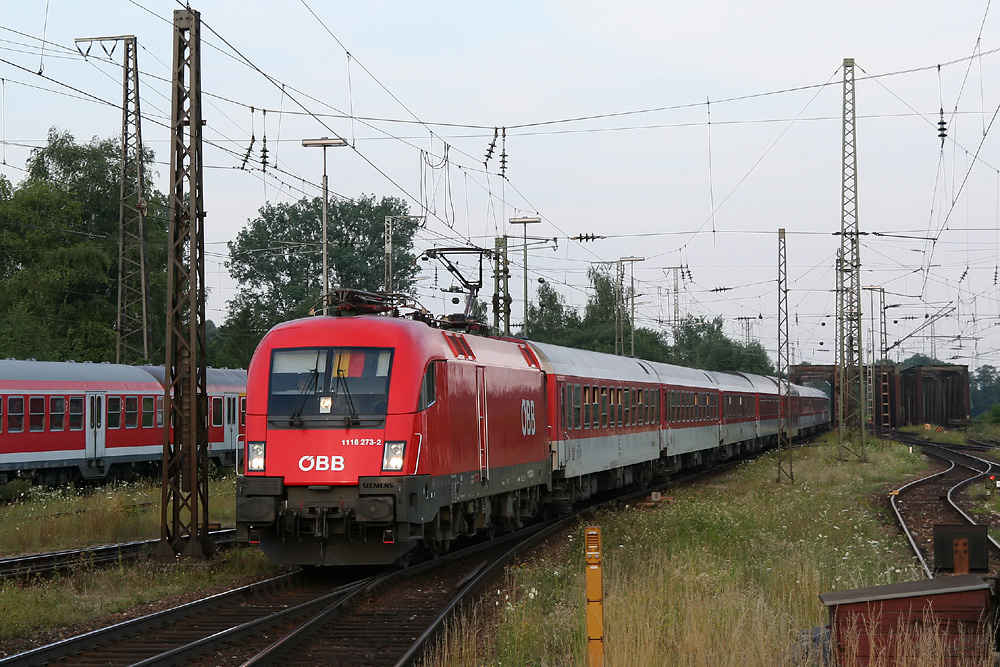
ユーロナイト
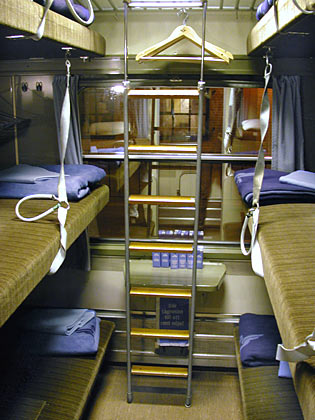
クシェット車
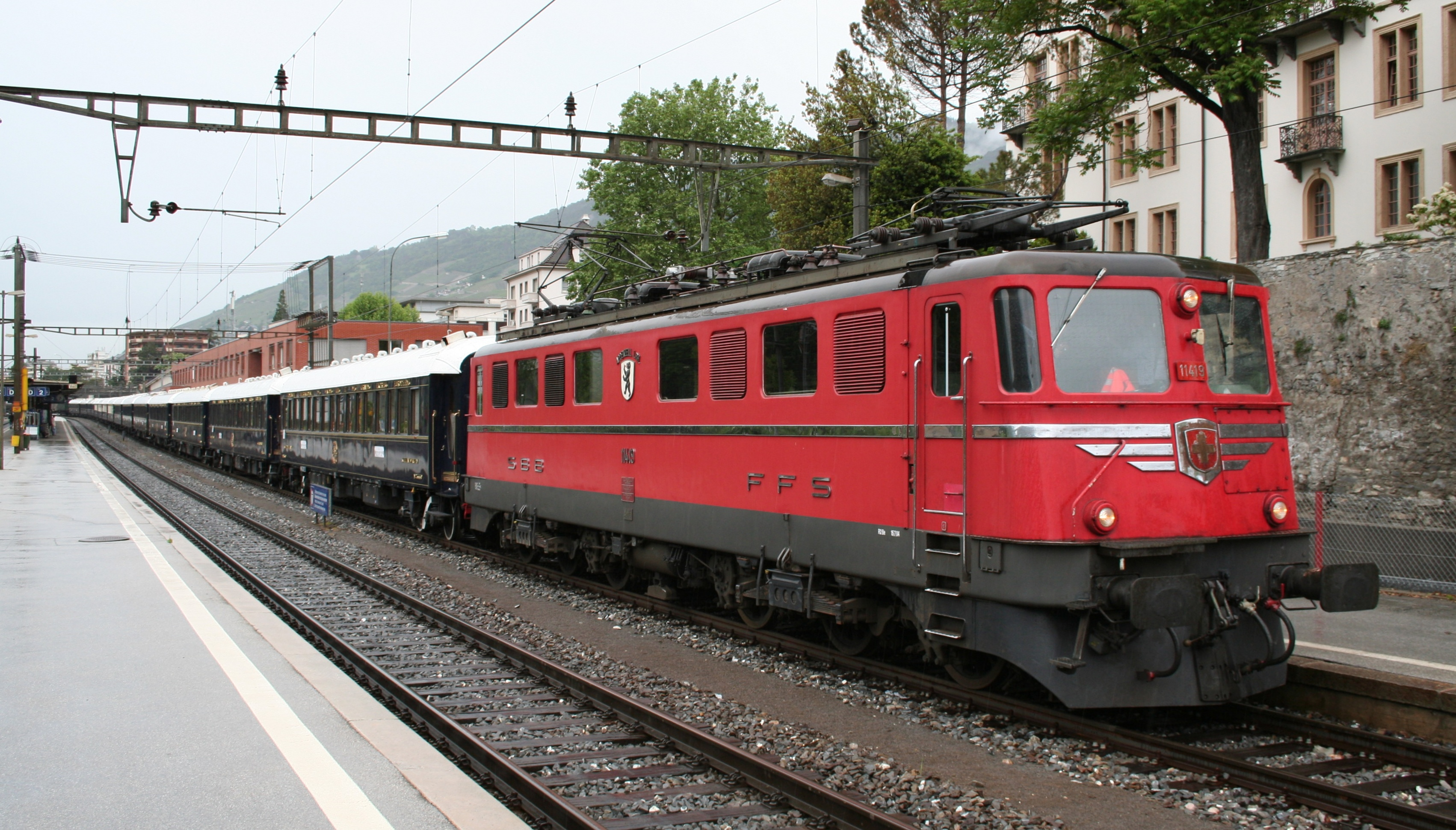
スイス連邦鉄道のAe 6/6機関車に牽引されるオリエント急行
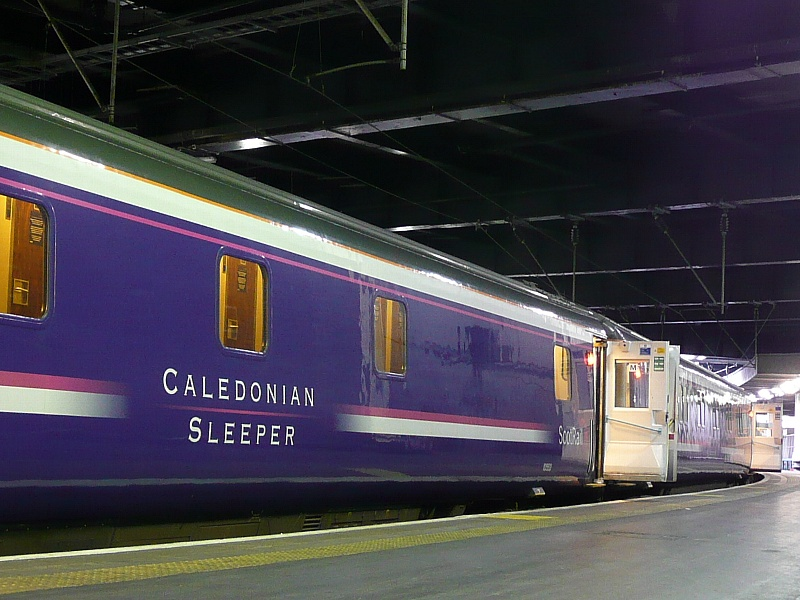
カレドニアン・スリーパー
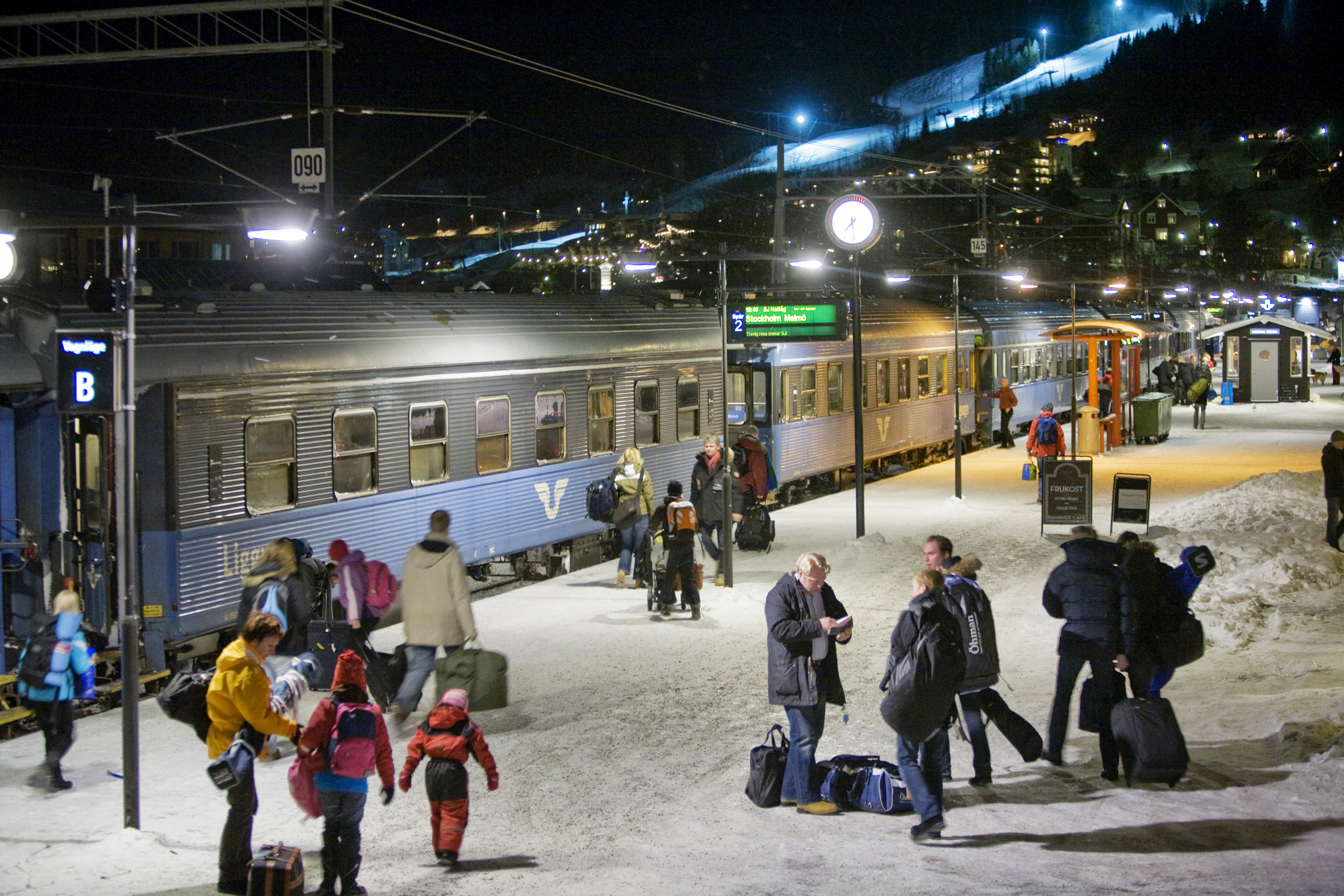
スウェーデンの夜行列車
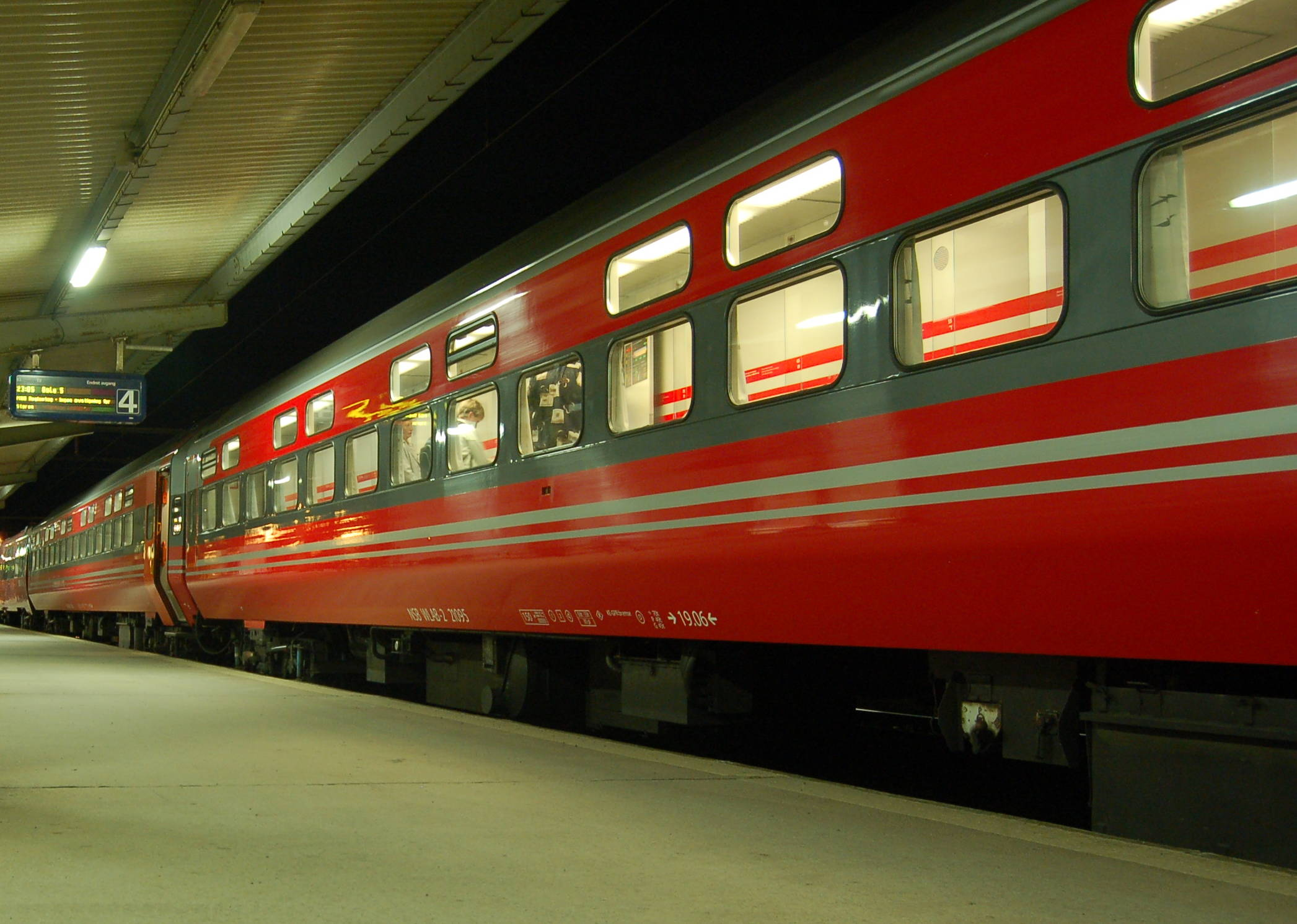
ノルウェーの夜行列車
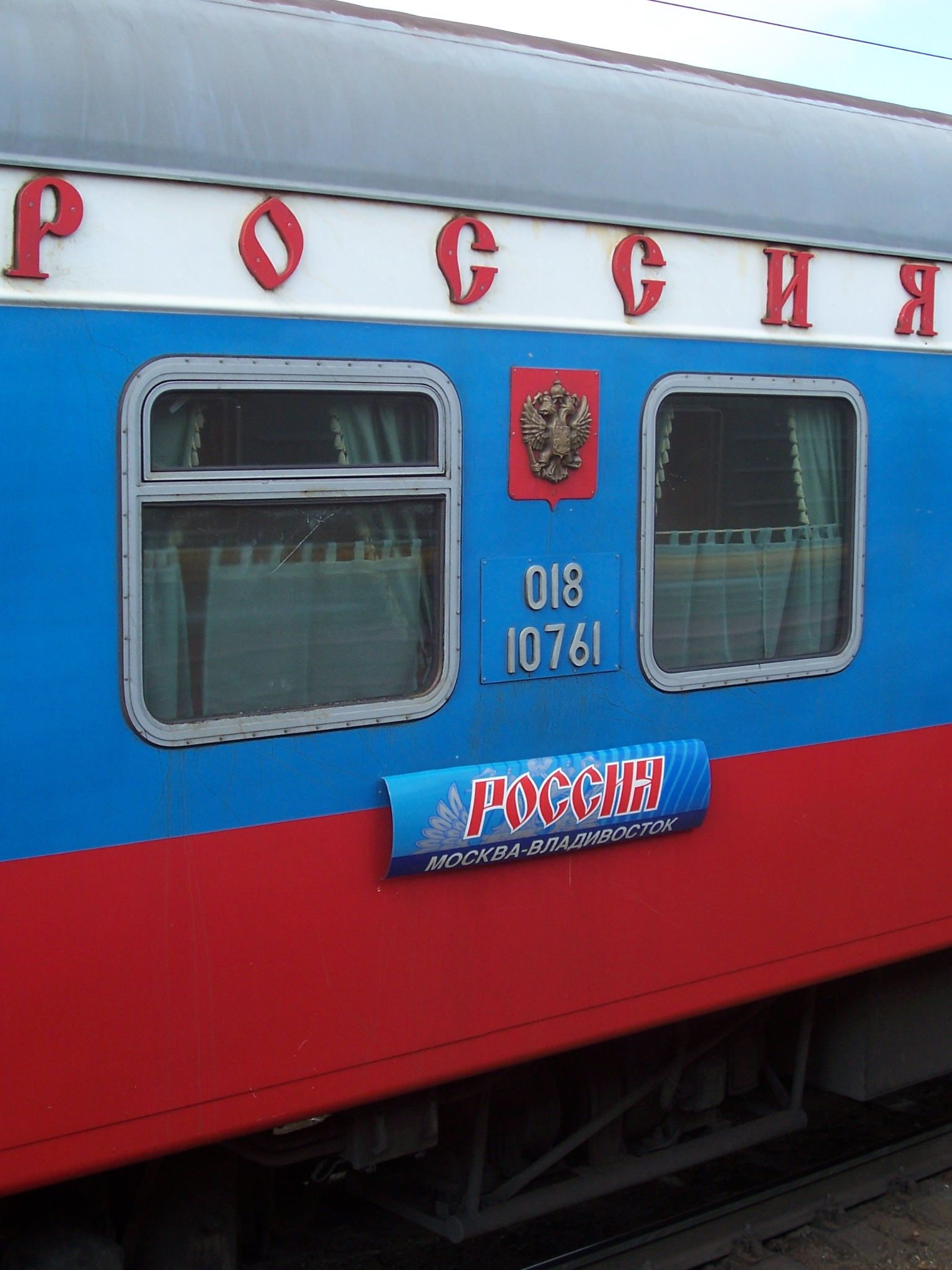
ロシア号

## アジアの夜行列車
インドや中華人民共和国などの国土が広大な発展途上国では、現在でも鉄道輸送の占めるシェアは大きく、多くの夜行列車が運行されている。国土が広大であるため、3 - 4日間をかけて運行するものも目立つ。なおインドでも格安航空会社との競争が激しくなってきているが、貧富の差が激しいこともあり廉価な夜行列車の需要が大きい。
韓国では、主要幹線に夜行のムグンファ号が運行されている。国土面積の関係で国内移動の際の移動距離が概ね500km以内であり、運転時間が短く終着駅には3時台に到着するため、座席車が主体である。なお、近年まで寝台車を連結した列車が存在したが、昼行列車の高速化に伴って需要が減少したため、一部の特設列車を除いて全廃されている。
中国の場合、高速鉄道網の整備や経済成長に伴う空港や高速道路の急速な整備による高速バスや格安航空会社などとの競争もあるものの、経済成長とそれを背景にした出稼ぎの増加で夜行列車の本数は増え続けている。世界で唯一、定期的に（毎週金・土・日・月）に高速鉄道での夜行列車運行を行っている。北京西・深圳北間ではCRH2E型寝台列車で毎週金・土・日・月に毎晩4往復運行されており、2400kmを最短11時間で結ぶ。北京市と広東省珠海市、湛江市、雲南省昆明市、香港特別行政区、広西チワン族自治区南寧市との間でもCRH2E型による寝台列車が運行されている。また、上海市と広東省深圳市佛山市・珠海市、香港特別行政区の間ではCRH1E型寝台列車が運行されている。
中華民国（台湾）では2000年代半ばまでは、西部幹線に夜行列車が1日3往復、東部幹線莒光号でも1日1往復運転されていたが、台湾高速鉄道の開業や普悠瑪号の運転開始等で昼行列車がスピードアップされたため、現在では東部幹線に週末のみの運転となっている。
東南アジア各国でも夜行列車が運転されているが、高速道路網の整備が進んでいるタイやマレーシアでは、高速道路を利用する高速バスが便数、所要時間において有利に立っている。南北に国土が長いベトナムでは、現在の東南アジアの定期列車では他に例のない始発駅から終着駅まで2泊3日を要する列車や、同じく途中で国境を越える国際列車としては唯一の夜行列車（ベトナム国内ではMR1/2列車）が存在する。また島国のインドネシアやフィリピンでは、鉄道網が脆弱なこともあり夜行列車のシェアは少ない。さらにこれらの国において近年ではエアアジアやタイガーエア、ノックエアやセブパシフィックなどの格安航空会社との競争にもさらされている。

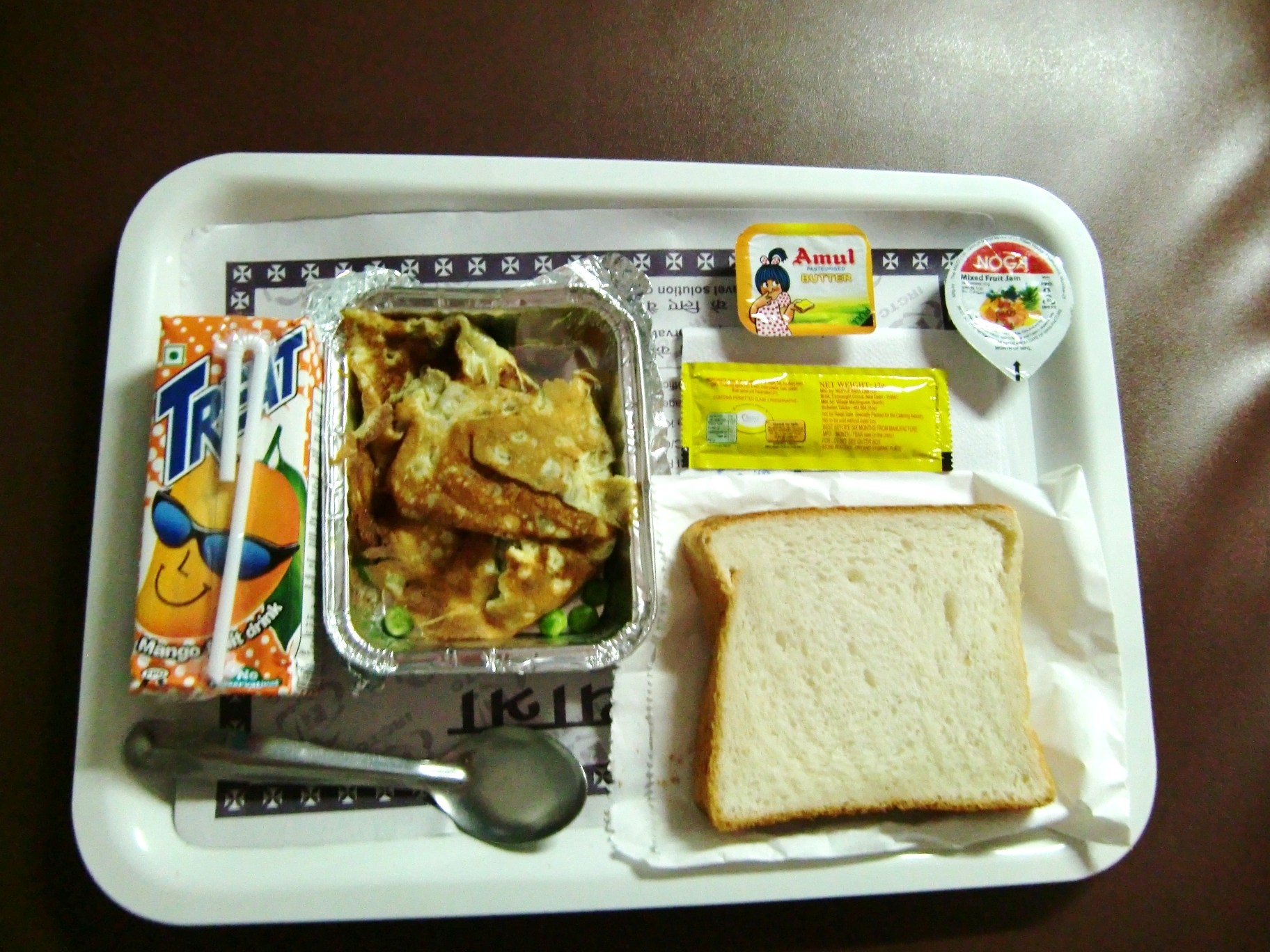
インド国鉄の夜行列車ラージダーニー急行で提供される朝食。この列車の乗客には食事は無料で提供される。
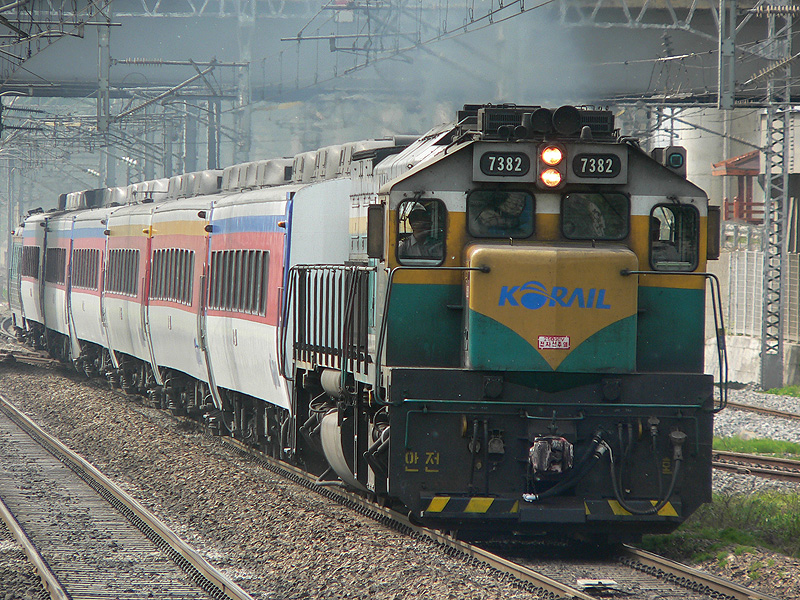
DL7300牽引のムグンファ号
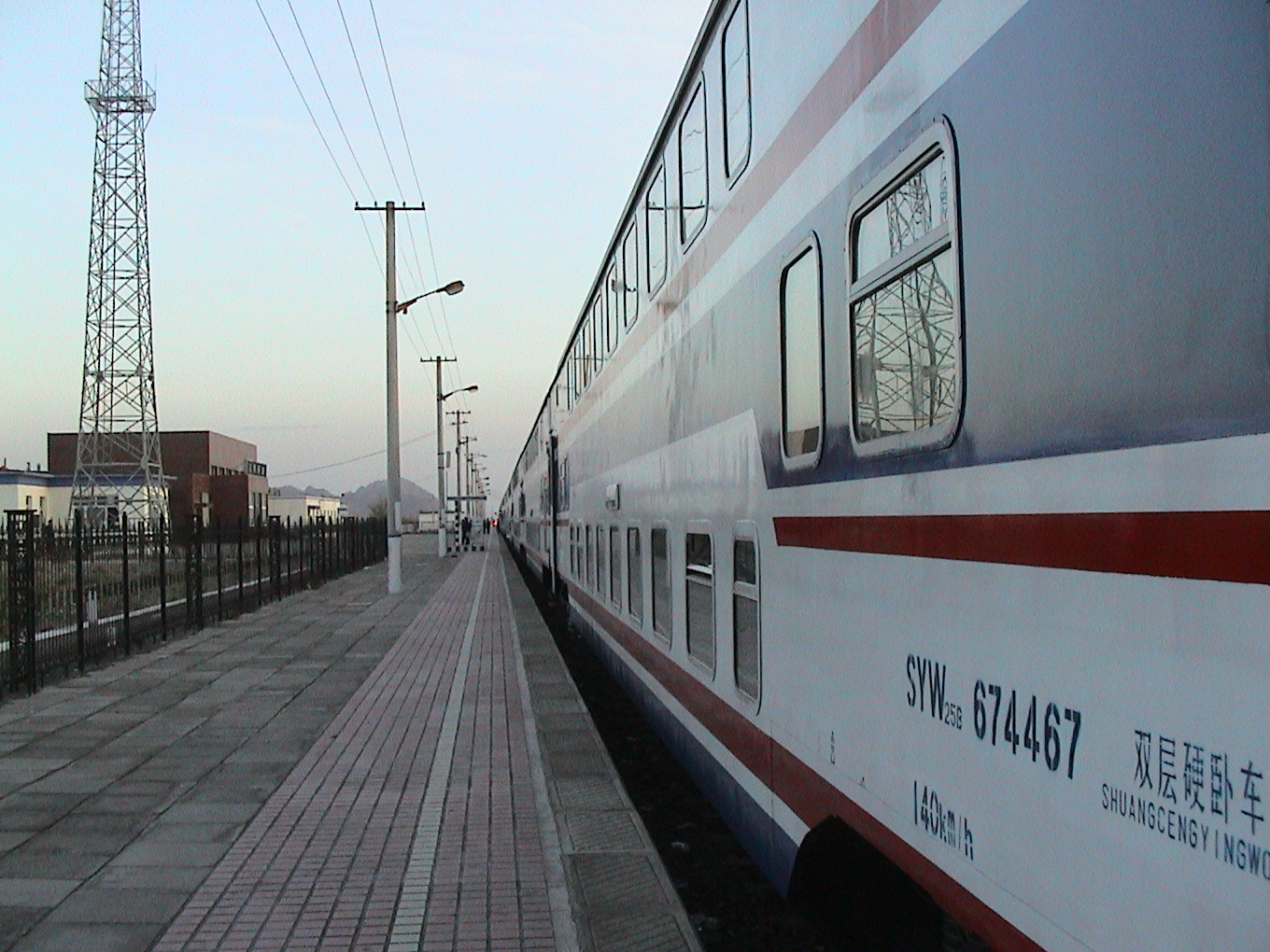
中国の2階建て寝台客車
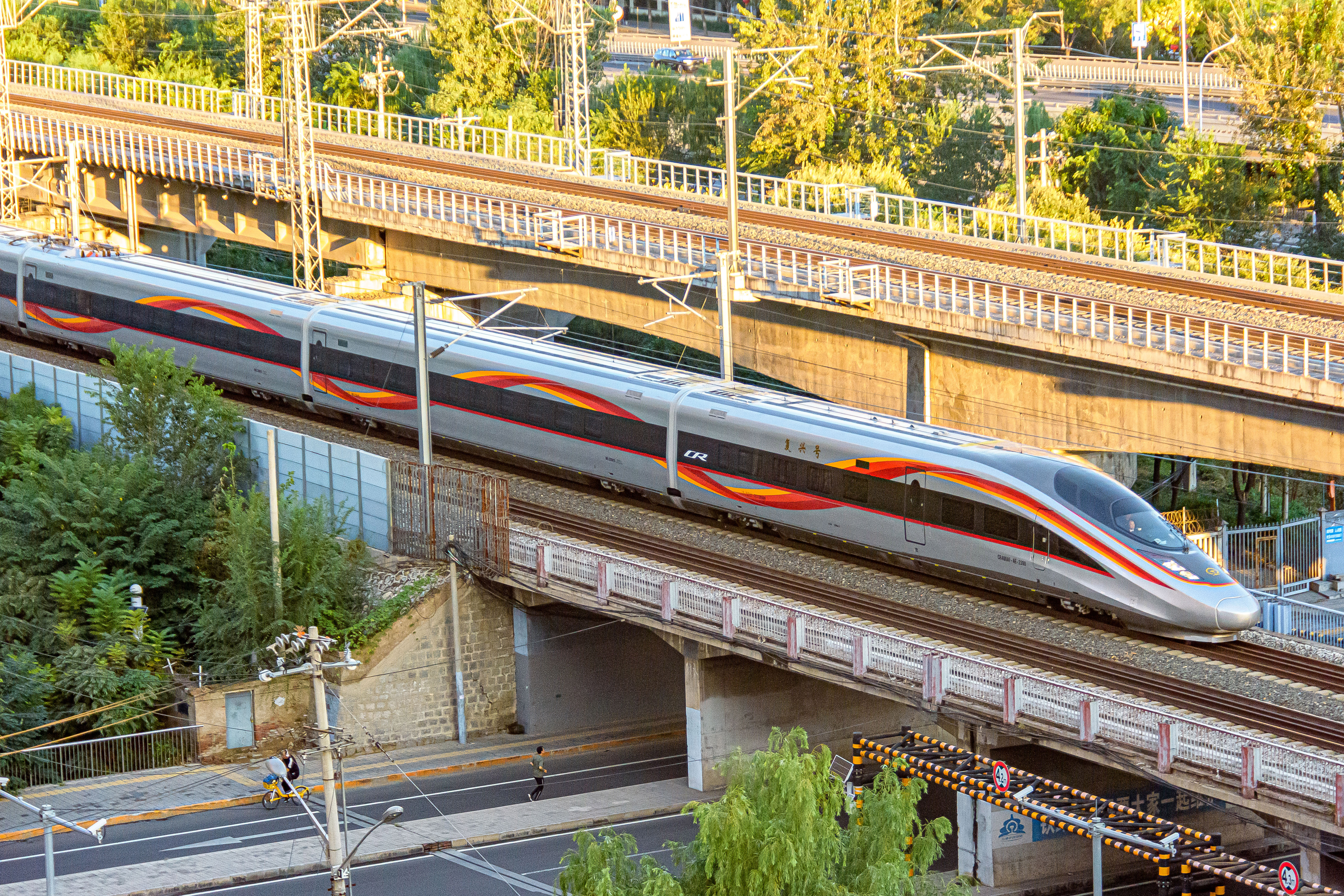
香港西九龍駅発、北京西行きのG898次寝台電車
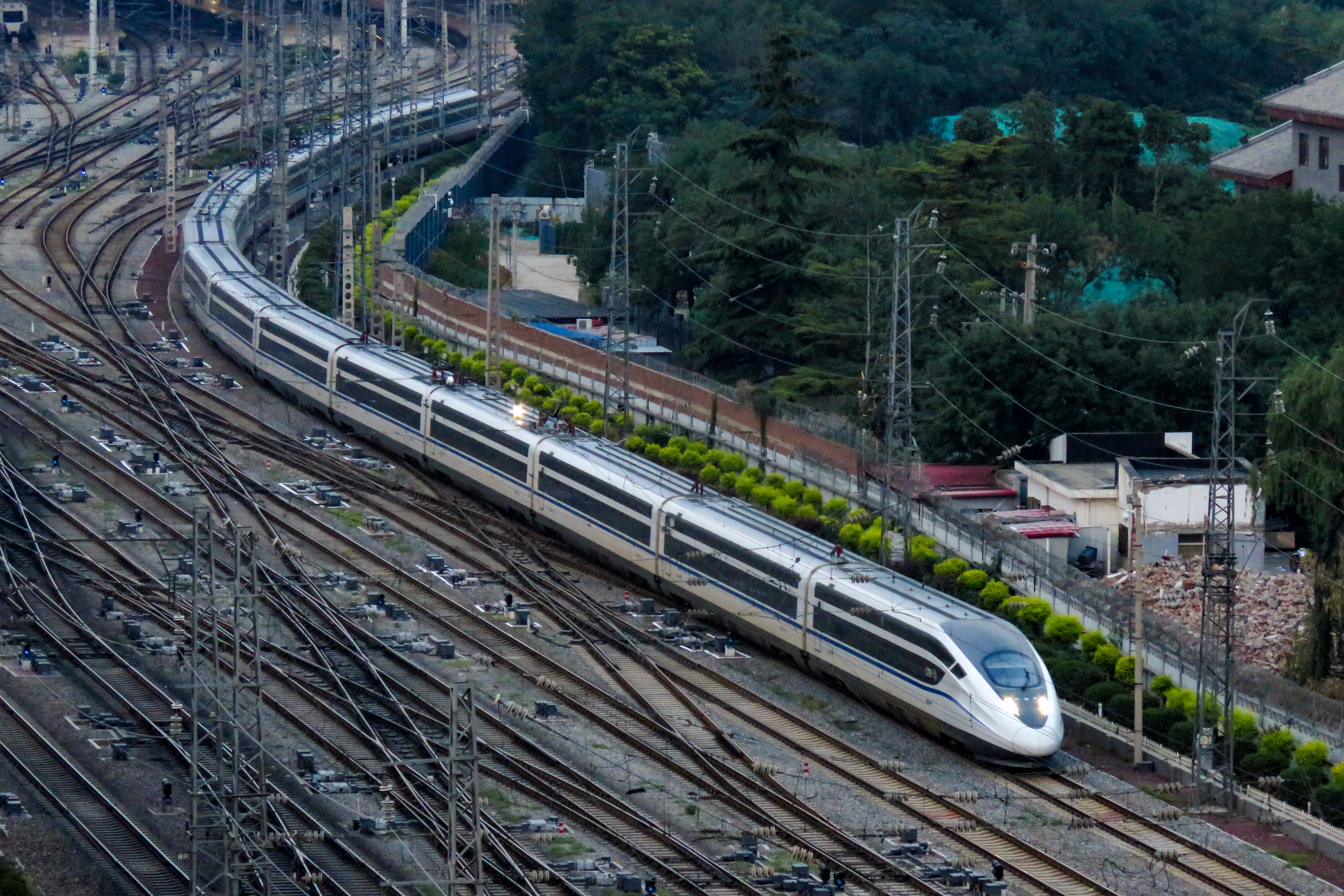
北京西駅を発車するCRH2E型寝台列車
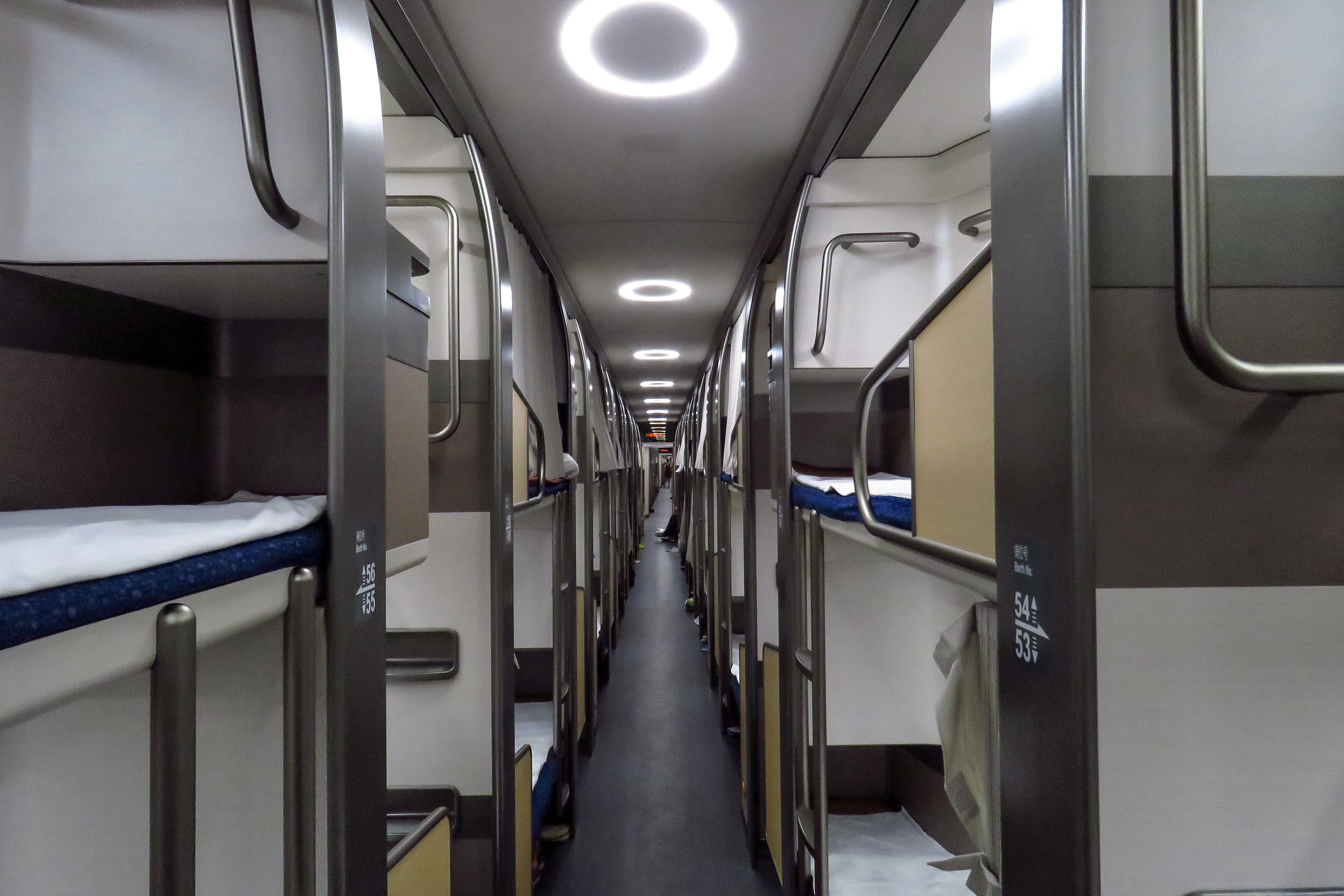
CRH2E型寝台列車の内装

## アフリカの夜行列車
アフリカは、鉄道が発達している国は少ないが、長距離路線を中心に夜行列車の運行がかなり見られる。
南アフリカ共和国では、世界で一番豪華といわれるブルートレイン等多くの夜行列車が運行しているほか、モザンビークへの国際ローカル列車などもある。
その他、ザンビアのカピリムポシとタンザニアのダルエスサラームを結ぶタンザン鉄道（TAZARA、タンザニア・ザンビア鉄道）等で夜行列車が運行している。

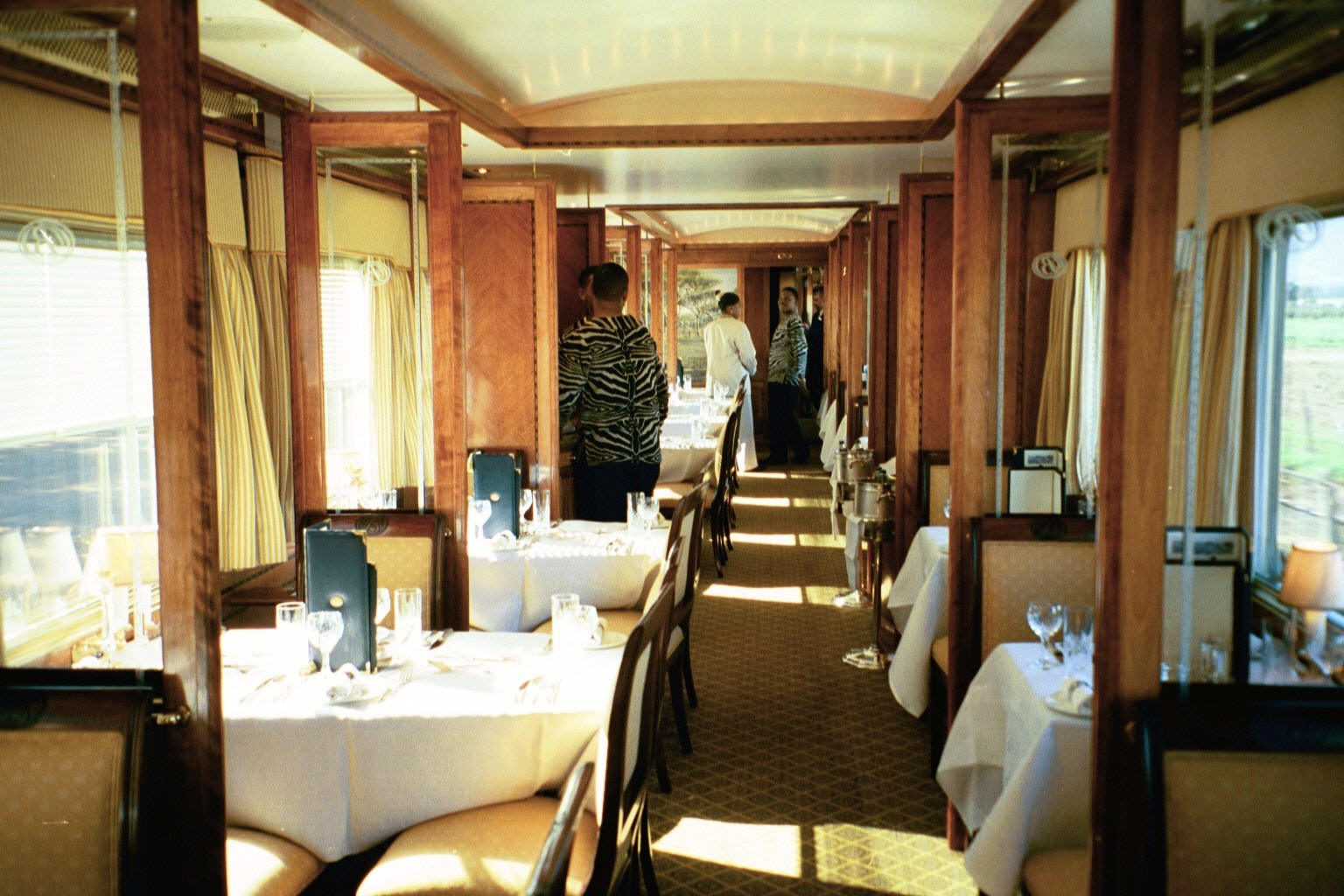
南アフリカのブルートレインダイニングカー

## 北米の夜行列車

### アメリカ合衆国
アメリカ合衆国は、その国土の広さから、長距離列車のほとんどは夜行列車である。かつては大量の夜行列車が運行されていたが、現在では国内の長距離移動の主流が飛行機となってしまったために、その本数を大きく減らしている。
アメリカには複数の鉄道会社が存在するが、定期夜行列車はアムトラック（全米鉄道旅客公社）が運行する。夜行列車は毎日、もしくは週3日運行され、全行程は短く乗りやすい2日（1泊2日）の「コースト・スターライト」号などから長いものでは4日（3泊4日）を要する「サンセット・リミテッド」号までさまざまである。大陸横断鉄道は原則としてシカゴで乗り継ぎとなり、シカゴより西海岸方面が2泊3日、シカゴより東海岸への各線が1泊2日の行程なので、鉄道での大陸横断には最短でも3泊4日が必要となる。
アムトラックは貨物列車を運行する一級鉄道などの私鉄に間借りする形で運行されるため、貨物列車優先に起因する単線区間でのすれ違いや車両到着の遅れからくる時間の運行の乱れが大きく、乗り継ぎには数時間から1日程度の余裕を持つことが旅客に求められる。食事料金は寝台料金に含まれており、乗車区間によって数回の食事が供される。料金は飛行機よりも高く、速度は自家用車よりも遅いため、ビジネス客はほとんどいない。

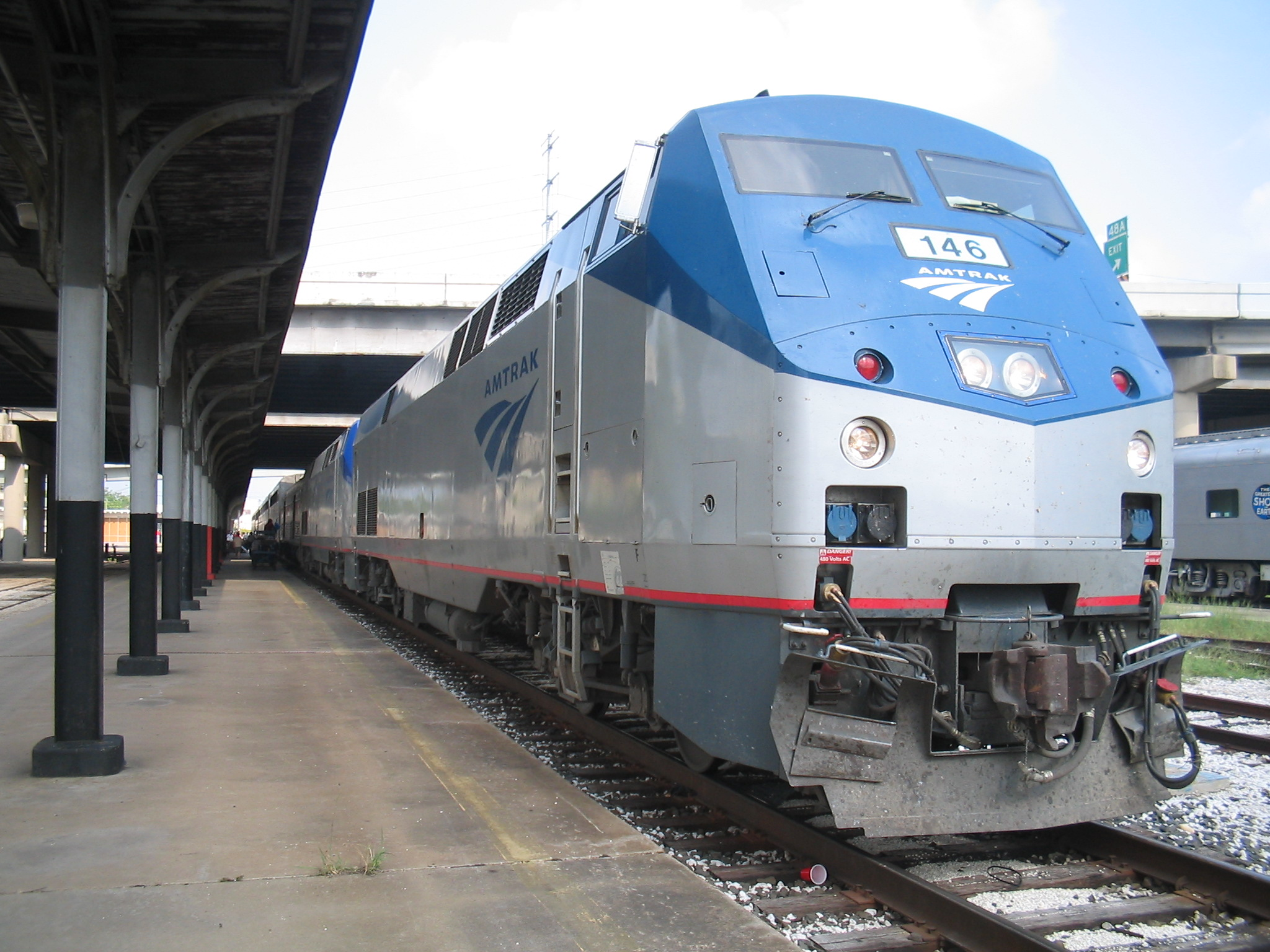
サンセット・リミテッド号
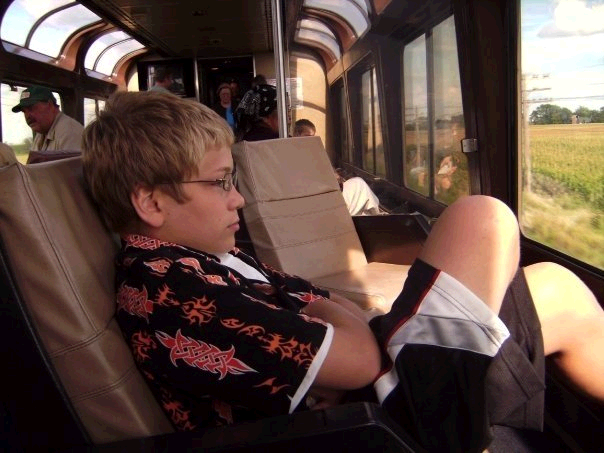
ラウンジ車で寛ぐ旅客（サウスウェスト・チーフ号のスーパーライナー客車）
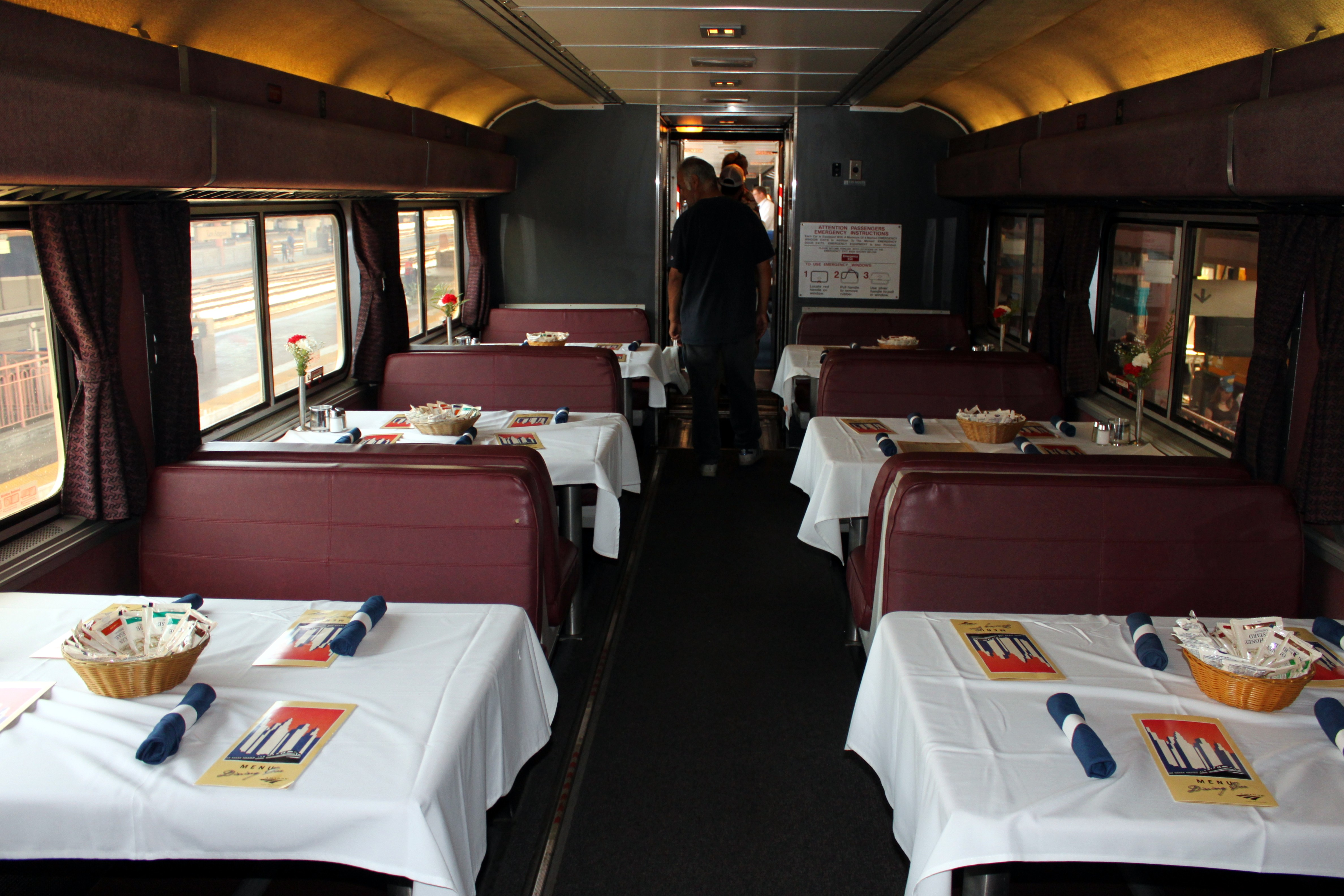
食堂車（左同）
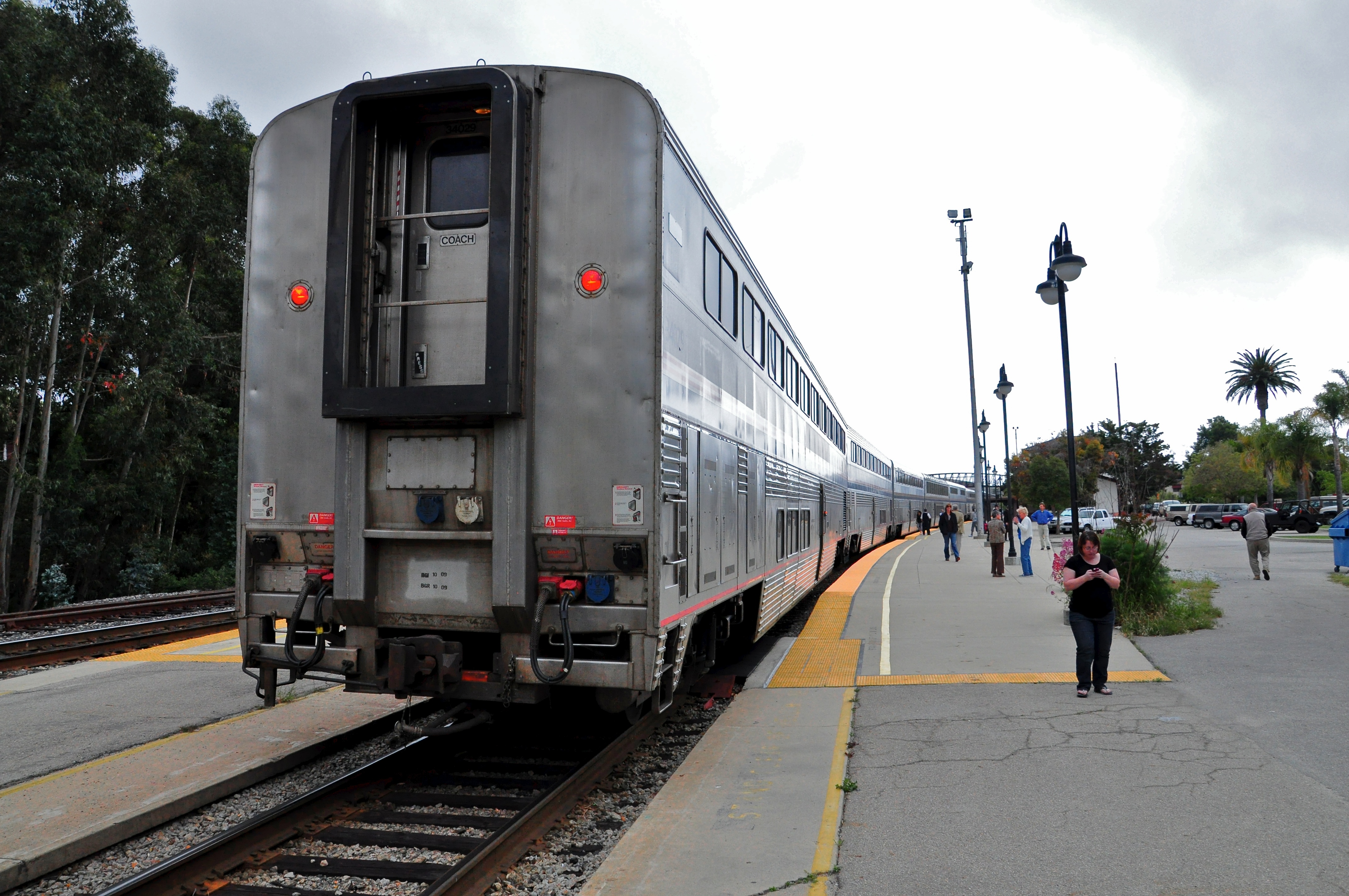
後ろから見たコースト・スターライト号の編成（スーパーライナー客車）
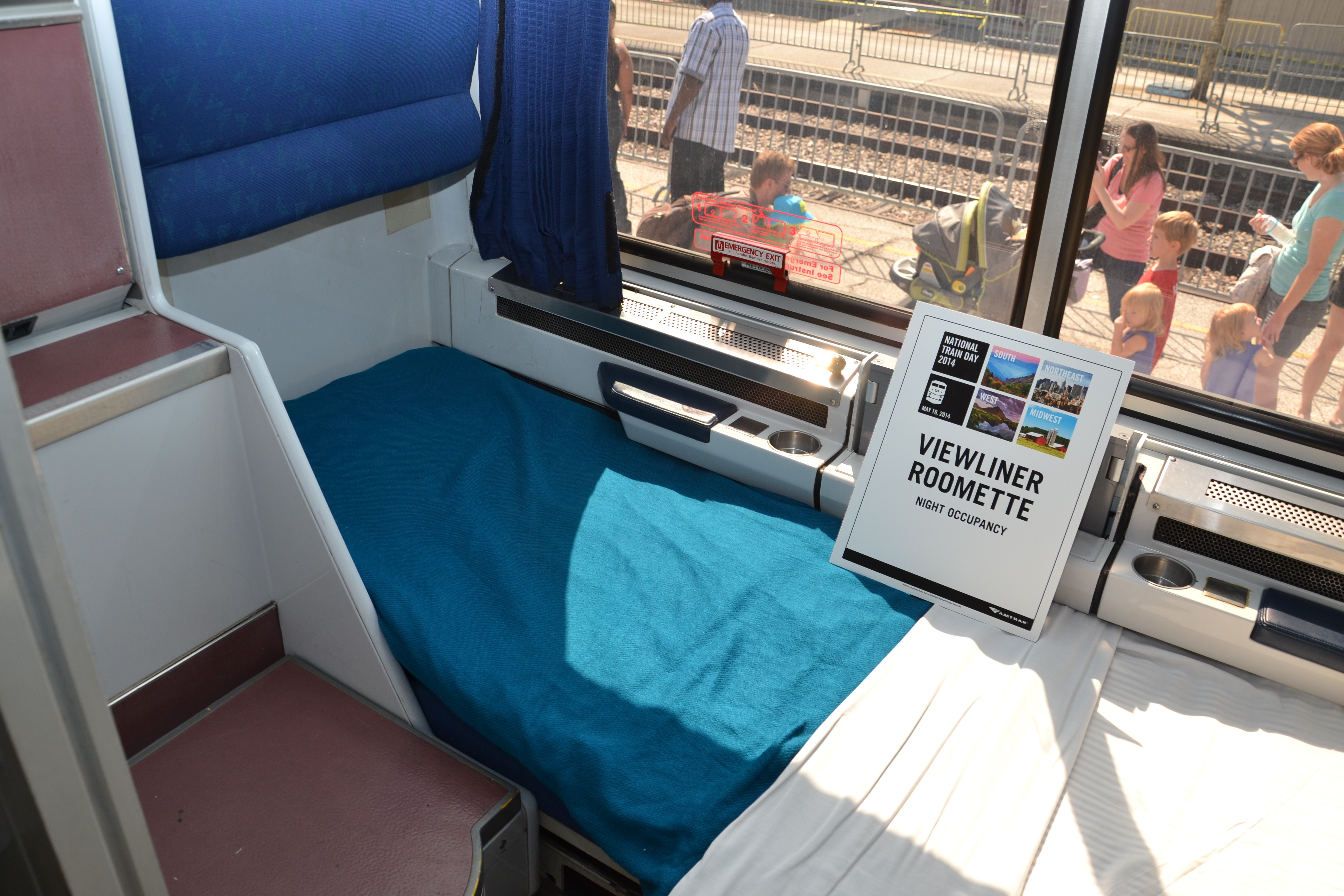
1 - 2人用個室「ルーメット」（ビューライナー客車）
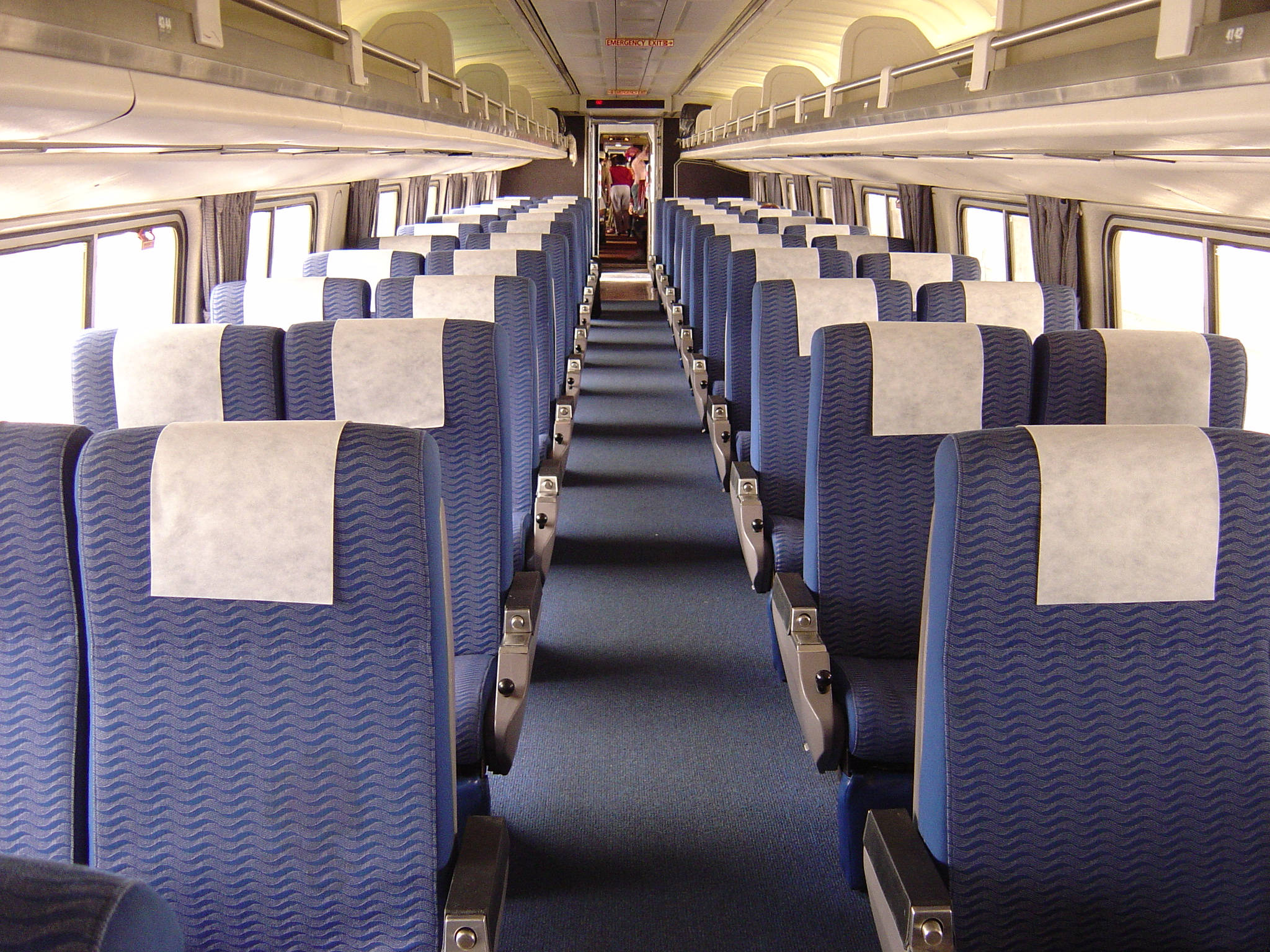
レッグレストを備える長距離用座席車（シルバー・メティオ号のアムフリート客車）

### カナダ
カナダではアメリカのアムトラックに相当するVIA鉄道が夜行列車を運行している。運行形態はアメリカと似ているが、二大都市圏であるトロントとモントリオールを結ぶ夜行列車ではビジネス客を意識したサービスを提供している。カナダの長距離夜行列車の特徴として、大部分が新車に置き換わったアメリカのアムトラックと異なり、大陸横断路線のカナディアン号などに使われる1954年バッド社製パーク・カーのような、北米の旅客鉄道全盛期に活躍した古い流線形客車が改修されつつも今なお第一線で使用されていることが挙げられる。

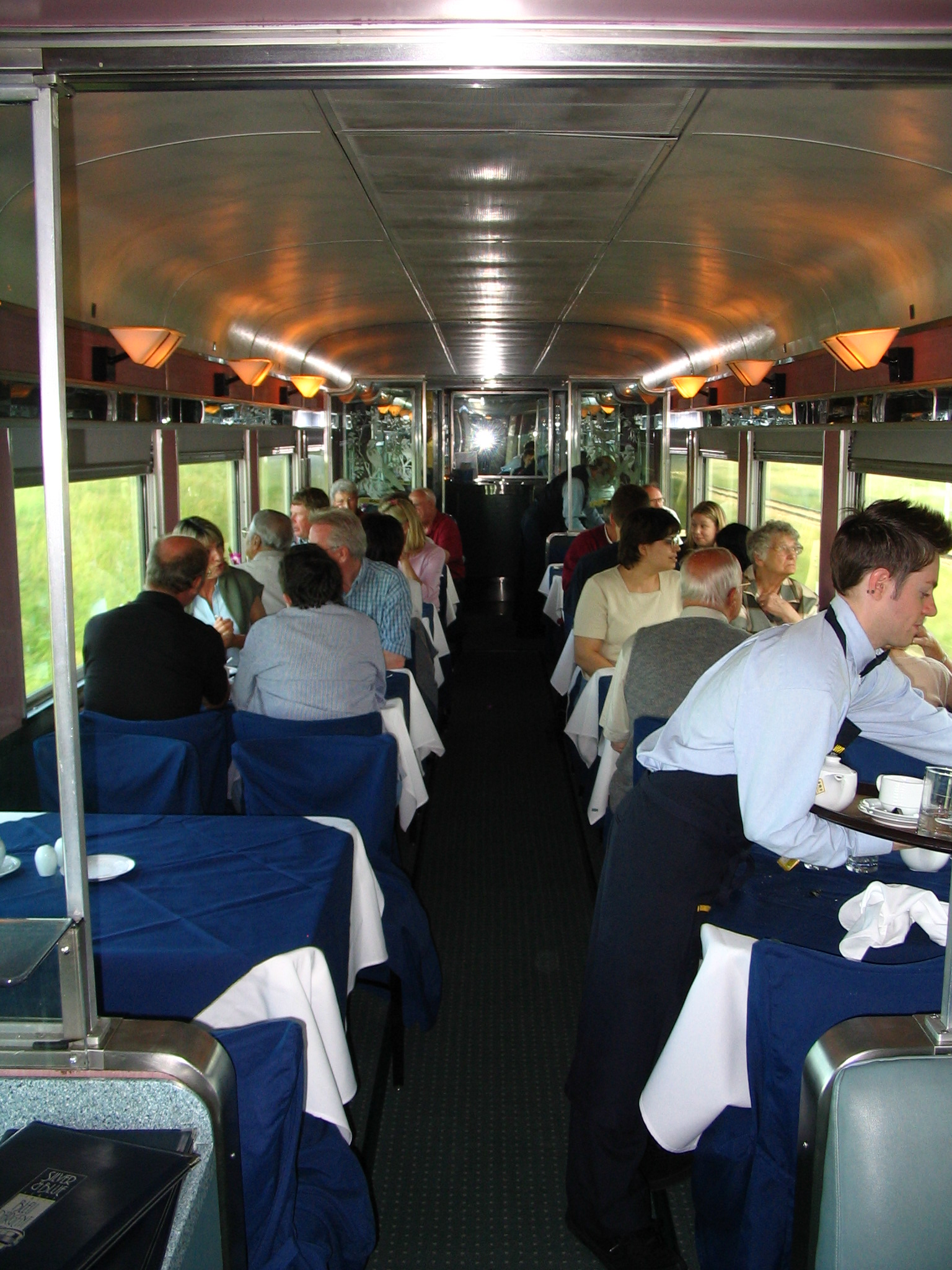
カナディアン号の食堂車
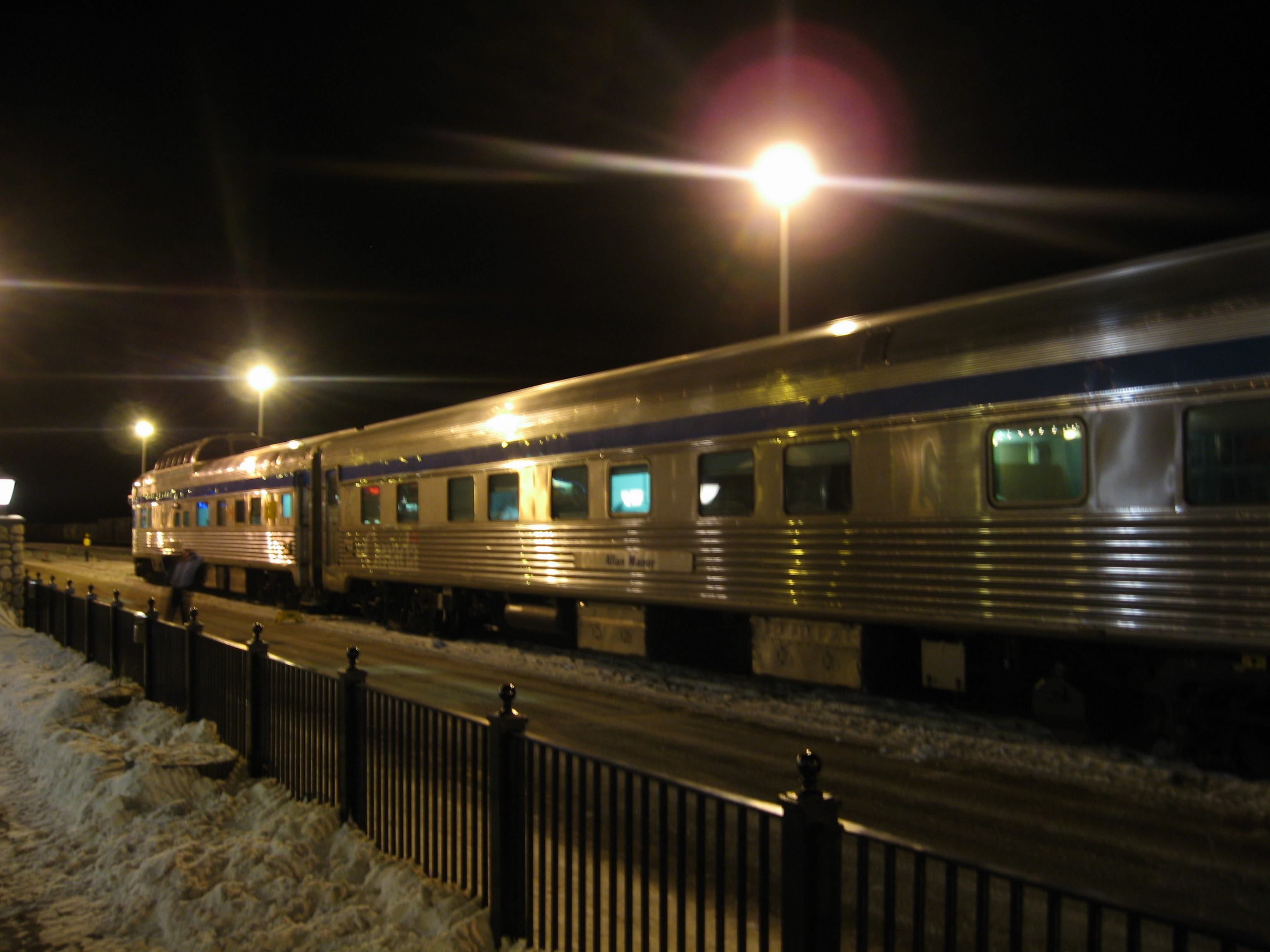
夜のカナディアン号。左側最後尾の車両が展望ドーム車の「パーク・カー」